# Ферзь проти пішака
Ферзь про́ти пішака́ — елементарне закінчення у шахах, в якому ферзь бореться із захищеним королем суперника пішаком, близьким до поля перетворення. При цьому король сильнішої сторони перебуває неподалік від пішака. Результат багато в чому залежить від того, на який вертикалі знаходиться пішак. Ферзь виграє проти центрального або коневого пішаків, які досягли 7-ї (2-ї для чорних) горизонталі, оскільки у цьому випадку ферзеві вдається загнати ворожого короля під пішака і, використовуючи багаторазово цей прийом, наблизити свого короля. При слоновому або туровому пішаку виграш досягається лише тоді, коли власний король знаходиться поблизу від пішака..

## Центральний пішак
|   | a                                                                     | b                                                                     | c                                                                     | d                                                                     | e                                                                     | f                                                                     | g                                                                     | h                                                                     |   |
| 8 | a8 білий король · d8 білий ферзь · d2 чорний пішак · e2 чорний король | a8 білий король · d8 білий ферзь · d2 чорний пішак · e2 чорний король | a8 білий король · d8 білий ферзь · d2 чорний пішак · e2 чорний король | a8 білий король · d8 білий ферзь · d2 чорний пішак · e2 чорний король | a8 білий король · d8 білий ферзь · d2 чорний пішак · e2 чорний король | a8 білий король · d8 білий ферзь · d2 чорний пішак · e2 чорний король | a8 білий король · d8 білий ферзь · d2 чорний пішак · e2 чорний король | a8 білий король · d8 білий ферзь · d2 чорний пішак · e2 чорний король | 8 |
| 7 | a8 білий король · d8 білий ферзь · d2 чорний пішак · e2 чорний король | a8 білий король · d8 білий ферзь · d2 чорний пішак · e2 чорний король | a8 білий король · d8 білий ферзь · d2 чорний пішак · e2 чорний король | a8 білий король · d8 білий ферзь · d2 чорний пішак · e2 чорний король | a8 білий король · d8 білий ферзь · d2 чорний пішак · e2 чорний король | a8 білий король · d8 білий ферзь · d2 чорний пішак · e2 чорний король | a8 білий король · d8 білий ферзь · d2 чорний пішак · e2 чорний король | a8 білий король · d8 білий ферзь · d2 чорний пішак · e2 чорний король | 7 |
| 6 | a8 білий король · d8 білий ферзь · d2 чорний пішак · e2 чорний король | a8 білий король · d8 білий ферзь · d2 чорний пішак · e2 чорний король | a8 білий король · d8 білий ферзь · d2 чорний пішак · e2 чорний король | a8 білий король · d8 білий ферзь · d2 чорний пішак · e2 чорний король | a8 білий король · d8 білий ферзь · d2 чорний пішак · e2 чорний король | a8 білий король · d8 білий ферзь · d2 чорний пішак · e2 чорний король | a8 білий король · d8 білий ферзь · d2 чорний пішак · e2 чорний король | a8 білий король · d8 білий ферзь · d2 чорний пішак · e2 чорний король | 6 |
| 5 | a8 білий король · d8 білий ферзь · d2 чорний пішак · e2 чорний король | a8 білий король · d8 білий ферзь · d2 чорний пішак · e2 чорний король | a8 білий король · d8 білий ферзь · d2 чорний пішак · e2 чорний король | a8 білий король · d8 білий ферзь · d2 чорний пішак · e2 чорний король | a8 білий король · d8 білий ферзь · d2 чорний пішак · e2 чорний король | a8 білий король · d8 білий ферзь · d2 чорний пішак · e2 чорний король | a8 білий король · d8 білий ферзь · d2 чорний пішак · e2 чорний король | a8 білий король · d8 білий ферзь · d2 чорний пішак · e2 чорний король | 5 |
| 4 | a8 білий король · d8 білий ферзь · d2 чорний пішак · e2 чорний король | a8 білий король · d8 білий ферзь · d2 чорний пішак · e2 чорний король | a8 білий король · d8 білий ферзь · d2 чорний пішак · e2 чорний король | a8 білий король · d8 білий ферзь · d2 чорний пішак · e2 чорний король | a8 білий король · d8 білий ферзь · d2 чорний пішак · e2 чорний король | a8 білий король · d8 білий ферзь · d2 чорний пішак · e2 чорний король | a8 білий король · d8 білий ферзь · d2 чорний пішак · e2 чорний король | a8 білий король · d8 білий ферзь · d2 чорний пішак · e2 чорний король | 4 |
| 3 | a8 білий король · d8 білий ферзь · d2 чорний пішак · e2 чорний король | a8 білий король · d8 білий ферзь · d2 чорний пішак · e2 чорний король | a8 білий король · d8 білий ферзь · d2 чорний пішак · e2 чорний король | a8 білий король · d8 білий ферзь · d2 чорний пішак · e2 чорний король | a8 білий король · d8 білий ферзь · d2 чорний пішак · e2 чорний король | a8 білий король · d8 білий ферзь · d2 чорний пішак · e2 чорний король | a8 білий король · d8 білий ферзь · d2 чорний пішак · e2 чорний король | a8 білий король · d8 білий ферзь · d2 чорний пішак · e2 чорний король | 3 |
| 2 | a8 білий король · d8 білий ферзь · d2 чорний пішак · e2 чорний король | a8 білий король · d8 білий ферзь · d2 чорний пішак · e2 чорний король | a8 білий король · d8 білий ферзь · d2 чорний пішак · e2 чорний король | a8 білий король · d8 білий ферзь · d2 чорний пішак · e2 чорний король | a8 білий король · d8 білий ферзь · d2 чорний пішак · e2 чорний король | a8 білий король · d8 білий ферзь · d2 чорний пішак · e2 чорний король | a8 білий король · d8 білий ферзь · d2 чорний пішак · e2 чорний король | a8 білий король · d8 білий ферзь · d2 чорний пішак · e2 чорний король | 2 |
| 1 | a8 білий король · d8 білий ферзь · d2 чорний пішак · e2 чорний король | a8 білий король · d8 білий ферзь · d2 чорний пішак · e2 чорний король | a8 білий король · d8 білий ферзь · d2 чорний пішак · e2 чорний король | a8 білий король · d8 білий ферзь · d2 чорний пішак · e2 чорний король | a8 білий король · d8 білий ферзь · d2 чорний пішак · e2 чорний король | a8 білий король · d8 білий ферзь · d2 чорний пішак · e2 чорний король | a8 білий король · d8 білий ферзь · d2 чорний пішак · e2 чорний король | a8 білий король · d8 білий ферзь · d2 чорний пішак · e2 чорний король | 1 |
|   | a                                                                     | b                                                                     | c                                                                     | d                                                                     | e                                                                     | f                                                                     | g                                                                     | h                                                                     |   |

Приклад 1: План гри, що здійснюється білими, є типовим для даного ендшпілю. Спочатку зиґзаґом з шахами до пішака наближається ферзь. 1.Фе8+ Kpf2 2.Фа4 Кре2 3.Фе4+ Kpf2 4.Фd3 Kpe1 5.Фе3+! Kpd1.
Чорний король змушений зайняти поле перед пішаком, і король білих отримує можливість вирушити на допомогу ферзю. 6.Kpb7 Крс2 7.Фе2 Kpc1 8.Фс4+ Крb2 9.Фd3 Kpc1 10.Фс3+ Kpd1 11.Крс6 Кре2 12.Фс2 Kpe1 13.Фе4+ Kpf2 14.Фd3 Kpe1 15.Фе3+ Kpd1 16.Kpd5 Крс2 17.Фе2 Kpc1 18.Фс4+ Крb2 19.Фd3 Kpc1 20.Фс3+ Kpd1 21.Кре4 Кре2 22.Фе3+ Kpd1 23.Kpd3, і білі виграють.
Король білих може знаходитись як завгодно далеко. Ферзь багатократно змушує короля чорних займати поле перетворення пішака, виграючи тим самим час для наближення свого короля.
|   | a                                                                     | b                                                                     | c                                                                     | d                                                                     | e                                                                     | f                                                                     | g                                                                     | h                                                                     |   |
| 8 | d8 білий ферзь · d2 чорний пішак · e2 чорний король · h2 білий король | d8 білий ферзь · d2 чорний пішак · e2 чорний король · h2 білий король | d8 білий ферзь · d2 чорний пішак · e2 чорний король · h2 білий король | d8 білий ферзь · d2 чорний пішак · e2 чорний король · h2 білий король | d8 білий ферзь · d2 чорний пішак · e2 чорний король · h2 білий король | d8 білий ферзь · d2 чорний пішак · e2 чорний король · h2 білий король | d8 білий ферзь · d2 чорний пішак · e2 чорний король · h2 білий король | d8 білий ферзь · d2 чорний пішак · e2 чорний король · h2 білий король | 8 |
| 7 | d8 білий ферзь · d2 чорний пішак · e2 чорний король · h2 білий король | d8 білий ферзь · d2 чорний пішак · e2 чорний король · h2 білий король | d8 білий ферзь · d2 чорний пішак · e2 чорний король · h2 білий король | d8 білий ферзь · d2 чорний пішак · e2 чорний король · h2 білий король | d8 білий ферзь · d2 чорний пішак · e2 чорний король · h2 білий король | d8 білий ферзь · d2 чорний пішак · e2 чорний король · h2 білий король | d8 білий ферзь · d2 чорний пішак · e2 чорний король · h2 білий король | d8 білий ферзь · d2 чорний пішак · e2 чорний король · h2 білий король | 7 |
| 6 | d8 білий ферзь · d2 чорний пішак · e2 чорний король · h2 білий король | d8 білий ферзь · d2 чорний пішак · e2 чорний король · h2 білий король | d8 білий ферзь · d2 чорний пішак · e2 чорний король · h2 білий король | d8 білий ферзь · d2 чорний пішак · e2 чорний король · h2 білий король | d8 білий ферзь · d2 чорний пішак · e2 чорний король · h2 білий король | d8 білий ферзь · d2 чорний пішак · e2 чорний король · h2 білий король | d8 білий ферзь · d2 чорний пішак · e2 чорний король · h2 білий король | d8 білий ферзь · d2 чорний пішак · e2 чорний король · h2 білий король | 6 |
| 5 | d8 білий ферзь · d2 чорний пішак · e2 чорний король · h2 білий король | d8 білий ферзь · d2 чорний пішак · e2 чорний король · h2 білий король | d8 білий ферзь · d2 чорний пішак · e2 чорний король · h2 білий король | d8 білий ферзь · d2 чорний пішак · e2 чорний король · h2 білий король | d8 білий ферзь · d2 чорний пішак · e2 чорний король · h2 білий король | d8 білий ферзь · d2 чорний пішак · e2 чорний король · h2 білий король | d8 білий ферзь · d2 чорний пішак · e2 чорний король · h2 білий король | d8 білий ферзь · d2 чорний пішак · e2 чорний король · h2 білий король | 5 |
| 4 | d8 білий ферзь · d2 чорний пішак · e2 чорний король · h2 білий король | d8 білий ферзь · d2 чорний пішак · e2 чорний король · h2 білий король | d8 білий ферзь · d2 чорний пішак · e2 чорний король · h2 білий король | d8 білий ферзь · d2 чорний пішак · e2 чорний король · h2 білий король | d8 білий ферзь · d2 чорний пішак · e2 чорний король · h2 білий король | d8 білий ферзь · d2 чорний пішак · e2 чорний король · h2 білий король | d8 білий ферзь · d2 чорний пішак · e2 чорний король · h2 білий король | d8 білий ферзь · d2 чорний пішак · e2 чорний король · h2 білий король | 4 |
| 3 | d8 білий ферзь · d2 чорний пішак · e2 чорний король · h2 білий король | d8 білий ферзь · d2 чорний пішак · e2 чорний король · h2 білий король | d8 білий ферзь · d2 чорний пішак · e2 чорний король · h2 білий король | d8 білий ферзь · d2 чорний пішак · e2 чорний король · h2 білий король | d8 білий ферзь · d2 чорний пішак · e2 чорний король · h2 білий король | d8 білий ферзь · d2 чорний пішак · e2 чорний король · h2 білий король | d8 білий ферзь · d2 чорний пішак · e2 чорний король · h2 білий король | d8 білий ферзь · d2 чорний пішак · e2 чорний король · h2 білий король | 3 |
| 2 | d8 білий ферзь · d2 чорний пішак · e2 чорний король · h2 білий король | d8 білий ферзь · d2 чорний пішак · e2 чорний король · h2 білий король | d8 білий ферзь · d2 чорний пішак · e2 чорний король · h2 білий король | d8 білий ферзь · d2 чорний пішак · e2 чорний король · h2 білий король | d8 білий ферзь · d2 чорний пішак · e2 чорний король · h2 білий король | d8 білий ферзь · d2 чорний пішак · e2 чорний король · h2 білий король | d8 білий ферзь · d2 чорний пішак · e2 чорний король · h2 білий король | d8 білий ферзь · d2 чорний пішак · e2 чорний король · h2 білий король | 2 |
| 1 | d8 білий ферзь · d2 чорний пішак · e2 чорний король · h2 білий король | d8 білий ферзь · d2 чорний пішак · e2 чорний король · h2 білий король | d8 білий ферзь · d2 чорний пішак · e2 чорний король · h2 білий король | d8 білий ферзь · d2 чорний пішак · e2 чорний король · h2 білий король | d8 білий ферзь · d2 чорний пішак · e2 чорний король · h2 білий король | d8 білий ферзь · d2 чорний пішак · e2 чорний король · h2 білий король | d8 білий ферзь · d2 чорний пішак · e2 чорний король · h2 білий король | d8 білий ферзь · d2 чорний пішак · e2 чорний король · h2 білий король | 1 |
|   | a                                                                     | b                                                                     | c                                                                     | d                                                                     | e                                                                     | f                                                                     | g                                                                     | h                                                                     |   |

Приклад 2: При розташуванні короля білих на h2 або h1 план виграшу дещо відрізняється від розглянутого вище. Після 1.Фе7+ Kpf2 2.Фd6 Кре2 3.Фе5+ Kpf2 4.Фd4+ Кре2 5.Фе4+ Kpf2 6.Фd3 Kpe1 7.Фе3+ чорні не зобов'язані займати королем поле перед пішаком, а мають можливість піти 7. … Крf1!, тому що пішак став невразливим через пат. Тоді до перемоги веде 8.Фf3+ Крe1 9.Крg2! d1Ф 10.Фf2#.
|   | a                                                                     | b                                                                     | c                                                                     | d                                                                     | e                                                                     | f                                                                     | g                                                                     | h                                                                     |   |
| 8 | b4 білий ферзь · c4 білий король · e2 чорний пішак · f1 чорний король | b4 білий ферзь · c4 білий король · e2 чорний пішак · f1 чорний король | b4 білий ферзь · c4 білий король · e2 чорний пішак · f1 чорний король | b4 білий ферзь · c4 білий король · e2 чорний пішак · f1 чорний король | b4 білий ферзь · c4 білий король · e2 чорний пішак · f1 чорний король | b4 білий ферзь · c4 білий король · e2 чорний пішак · f1 чорний король | b4 білий ферзь · c4 білий король · e2 чорний пішак · f1 чорний король | b4 білий ферзь · c4 білий король · e2 чорний пішак · f1 чорний король | 8 |
| 7 | b4 білий ферзь · c4 білий король · e2 чорний пішак · f1 чорний король | b4 білий ферзь · c4 білий король · e2 чорний пішак · f1 чорний король | b4 білий ферзь · c4 білий король · e2 чорний пішак · f1 чорний король | b4 білий ферзь · c4 білий король · e2 чорний пішак · f1 чорний король | b4 білий ферзь · c4 білий король · e2 чорний пішак · f1 чорний король | b4 білий ферзь · c4 білий король · e2 чорний пішак · f1 чорний король | b4 білий ферзь · c4 білий король · e2 чорний пішак · f1 чорний король | b4 білий ферзь · c4 білий король · e2 чорний пішак · f1 чорний король | 7 |
| 6 | b4 білий ферзь · c4 білий король · e2 чорний пішак · f1 чорний король | b4 білий ферзь · c4 білий король · e2 чорний пішак · f1 чорний король | b4 білий ферзь · c4 білий король · e2 чорний пішак · f1 чорний король | b4 білий ферзь · c4 білий король · e2 чорний пішак · f1 чорний король | b4 білий ферзь · c4 білий король · e2 чорний пішак · f1 чорний король | b4 білий ферзь · c4 білий король · e2 чорний пішак · f1 чорний король | b4 білий ферзь · c4 білий король · e2 чорний пішак · f1 чорний король | b4 білий ферзь · c4 білий король · e2 чорний пішак · f1 чорний король | 6 |
| 5 | b4 білий ферзь · c4 білий король · e2 чорний пішак · f1 чорний король | b4 білий ферзь · c4 білий король · e2 чорний пішак · f1 чорний король | b4 білий ферзь · c4 білий король · e2 чорний пішак · f1 чорний король | b4 білий ферзь · c4 білий король · e2 чорний пішак · f1 чорний король | b4 білий ферзь · c4 білий король · e2 чорний пішак · f1 чорний король | b4 білий ферзь · c4 білий король · e2 чорний пішак · f1 чорний король | b4 білий ферзь · c4 білий король · e2 чорний пішак · f1 чорний король | b4 білий ферзь · c4 білий король · e2 чорний пішак · f1 чорний король | 5 |
| 4 | b4 білий ферзь · c4 білий король · e2 чорний пішак · f1 чорний король | b4 білий ферзь · c4 білий король · e2 чорний пішак · f1 чорний король | b4 білий ферзь · c4 білий король · e2 чорний пішак · f1 чорний король | b4 білий ферзь · c4 білий король · e2 чорний пішак · f1 чорний король | b4 білий ферзь · c4 білий король · e2 чорний пішак · f1 чорний король | b4 білий ферзь · c4 білий король · e2 чорний пішак · f1 чорний король | b4 білий ферзь · c4 білий король · e2 чорний пішак · f1 чорний король | b4 білий ферзь · c4 білий король · e2 чорний пішак · f1 чорний король | 4 |
| 3 | b4 білий ферзь · c4 білий король · e2 чорний пішак · f1 чорний король | b4 білий ферзь · c4 білий король · e2 чорний пішак · f1 чорний король | b4 білий ферзь · c4 білий король · e2 чорний пішак · f1 чорний король | b4 білий ферзь · c4 білий король · e2 чорний пішак · f1 чорний король | b4 білий ферзь · c4 білий король · e2 чорний пішак · f1 чорний король | b4 білий ферзь · c4 білий король · e2 чорний пішак · f1 чорний король | b4 білий ферзь · c4 білий король · e2 чорний пішак · f1 чорний король | b4 білий ферзь · c4 білий король · e2 чорний пішак · f1 чорний король | 3 |
| 2 | b4 білий ферзь · c4 білий король · e2 чорний пішак · f1 чорний король | b4 білий ферзь · c4 білий король · e2 чорний пішак · f1 чорний король | b4 білий ферзь · c4 білий король · e2 чорний пішак · f1 чорний король | b4 білий ферзь · c4 білий король · e2 чорний пішак · f1 чорний король | b4 білий ферзь · c4 білий король · e2 чорний пішак · f1 чорний король | b4 білий ферзь · c4 білий король · e2 чорний пішак · f1 чорний король | b4 білий ферзь · c4 білий король · e2 чорний пішак · f1 чорний король | b4 білий ферзь · c4 білий король · e2 чорний пішак · f1 чорний король | 2 |
| 1 | b4 білий ферзь · c4 білий король · e2 чорний пішак · f1 чорний король | b4 білий ферзь · c4 білий король · e2 чорний пішак · f1 чорний король | b4 білий ферзь · c4 білий король · e2 чорний пішак · f1 чорний король | b4 білий ферзь · c4 білий король · e2 чорний пішак · f1 чорний король | b4 білий ферзь · c4 білий король · e2 чорний пішак · f1 чорний король | b4 білий ферзь · c4 білий король · e2 чорний пішак · f1 чорний король | b4 білий ферзь · c4 білий король · e2 чорний пішак · f1 чорний король | b4 білий ферзь · c4 білий король · e2 чорний пішак · f1 чорний король | 1 |
|   | a                                                                     | b                                                                     | c                                                                     | d                                                                     | e                                                                     | f                                                                     | g                                                                     | h                                                                     |   |

Зазвичай, білі у таких закінченнях добиваються перемоги, якщо можуть зробити шах ферзем або зв'язати пішака.
Приклад 3: Так, у цій позиції вигає хід 1.Фf8+ з наступним ступінчастим наближенням. Однак при положенні ферзя на полях а2 або а4 шах дати неможливо, і пішак проходить у ферзі.
|   | a                                                                     | b                                                                     | c                                                                     | d                                                                     | e                                                                     | f                                                                     | g                                                                     | h                                                                     |   |
| 8 | e7 білий пішак · e5 білий король · e3 чорний король · e1 чорний ферзь | e7 білий пішак · e5 білий король · e3 чорний король · e1 чорний ферзь | e7 білий пішак · e5 білий король · e3 чорний король · e1 чорний ферзь | e7 білий пішак · e5 білий король · e3 чорний король · e1 чорний ферзь | e7 білий пішак · e5 білий король · e3 чорний король · e1 чорний ферзь | e7 білий пішак · e5 білий король · e3 чорний король · e1 чорний ферзь | e7 білий пішак · e5 білий король · e3 чорний король · e1 чорний ферзь | e7 білий пішак · e5 білий король · e3 чорний король · e1 чорний ферзь | 8 |
| 7 | e7 білий пішак · e5 білий король · e3 чорний король · e1 чорний ферзь | e7 білий пішак · e5 білий король · e3 чорний король · e1 чорний ферзь | e7 білий пішак · e5 білий король · e3 чорний король · e1 чорний ферзь | e7 білий пішак · e5 білий король · e3 чорний король · e1 чорний ферзь | e7 білий пішак · e5 білий король · e3 чорний король · e1 чорний ферзь | e7 білий пішак · e5 білий король · e3 чорний король · e1 чорний ферзь | e7 білий пішак · e5 білий король · e3 чорний король · e1 чорний ферзь | e7 білий пішак · e5 білий король · e3 чорний король · e1 чорний ферзь | 7 |
| 6 | e7 білий пішак · e5 білий король · e3 чорний король · e1 чорний ферзь | e7 білий пішак · e5 білий король · e3 чорний король · e1 чорний ферзь | e7 білий пішак · e5 білий король · e3 чорний король · e1 чорний ферзь | e7 білий пішак · e5 білий король · e3 чорний король · e1 чорний ферзь | e7 білий пішак · e5 білий король · e3 чорний король · e1 чорний ферзь | e7 білий пішак · e5 білий король · e3 чорний король · e1 чорний ферзь | e7 білий пішак · e5 білий король · e3 чорний король · e1 чорний ферзь | e7 білий пішак · e5 білий король · e3 чорний король · e1 чорний ферзь | 6 |
| 5 | e7 білий пішак · e5 білий король · e3 чорний король · e1 чорний ферзь | e7 білий пішак · e5 білий король · e3 чорний король · e1 чорний ферзь | e7 білий пішак · e5 білий король · e3 чорний король · e1 чорний ферзь | e7 білий пішак · e5 білий король · e3 чорний король · e1 чорний ферзь | e7 білий пішак · e5 білий король · e3 чорний король · e1 чорний ферзь | e7 білий пішак · e5 білий король · e3 чорний король · e1 чорний ферзь | e7 білий пішак · e5 білий король · e3 чорний король · e1 чорний ферзь | e7 білий пішак · e5 білий король · e3 чорний король · e1 чорний ферзь | 5 |
| 4 | e7 білий пішак · e5 білий король · e3 чорний король · e1 чорний ферзь | e7 білий пішак · e5 білий король · e3 чорний король · e1 чорний ферзь | e7 білий пішак · e5 білий король · e3 чорний король · e1 чорний ферзь | e7 білий пішак · e5 білий король · e3 чорний король · e1 чорний ферзь | e7 білий пішак · e5 білий король · e3 чорний король · e1 чорний ферзь | e7 білий пішак · e5 білий король · e3 чорний король · e1 чорний ферзь | e7 білий пішак · e5 білий король · e3 чорний король · e1 чорний ферзь | e7 білий пішак · e5 білий король · e3 чорний король · e1 чорний ферзь | 4 |
| 3 | e7 білий пішак · e5 білий король · e3 чорний король · e1 чорний ферзь | e7 білий пішак · e5 білий король · e3 чорний король · e1 чорний ферзь | e7 білий пішак · e5 білий король · e3 чорний король · e1 чорний ферзь | e7 білий пішак · e5 білий король · e3 чорний король · e1 чорний ферзь | e7 білий пішак · e5 білий король · e3 чорний король · e1 чорний ферзь | e7 білий пішак · e5 білий король · e3 чорний король · e1 чорний ферзь | e7 білий пішак · e5 білий король · e3 чорний король · e1 чорний ферзь | e7 білий пішак · e5 білий король · e3 чорний король · e1 чорний ферзь | 3 |
| 2 | e7 білий пішак · e5 білий король · e3 чорний король · e1 чорний ферзь | e7 білий пішак · e5 білий король · e3 чорний король · e1 чорний ферзь | e7 білий пішак · e5 білий король · e3 чорний король · e1 чорний ферзь | e7 білий пішак · e5 білий король · e3 чорний король · e1 чорний ферзь | e7 білий пішак · e5 білий король · e3 чорний король · e1 чорний ферзь | e7 білий пішак · e5 білий король · e3 чорний король · e1 чорний ферзь | e7 білий пішак · e5 білий король · e3 чорний король · e1 чорний ферзь | e7 білий пішак · e5 білий король · e3 чорний король · e1 чорний ферзь | 2 |
| 1 | e7 білий пішак · e5 білий король · e3 чорний король · e1 чорний ферзь | e7 білий пішак · e5 білий король · e3 чорний король · e1 чорний ферзь | e7 білий пішак · e5 білий король · e3 чорний король · e1 чорний ферзь | e7 білий пішак · e5 білий король · e3 чорний король · e1 чорний ферзь | e7 білий пішак · e5 білий король · e3 чорний король · e1 чорний ферзь | e7 білий пішак · e5 білий король · e3 чорний король · e1 чорний ферзь | e7 білий пішак · e5 білий король · e3 чорний король · e1 чорний ферзь | e7 білий пішак · e5 білий король · e3 чорний король · e1 чорний ферзь | 1 |
|   | a                                                                     | b                                                                     | c                                                                     | d                                                                     | e                                                                     | f                                                                     | g                                                                     | h                                                                     |   |

Приклад 4: У цій позиції білі продовжують 1.Кре6! і рятують партію, позаяк не веде до мети ні 1. … Kpf4+ через 2.Kpf7, ні 1. … Kpd4+ бо 2.Kpd7.

## Коневий пішак
|   | a                                                                     | b                                                                     | c                                                                     | d                                                                     | e                                                                     | f                                                                     | g                                                                     | h                                                                     |   |
| 8 | d4 білий король · e4 білий ферзь · b2 чорний пішак · a1 чорний король | d4 білий король · e4 білий ферзь · b2 чорний пішак · a1 чорний король | d4 білий король · e4 білий ферзь · b2 чорний пішак · a1 чорний король | d4 білий король · e4 білий ферзь · b2 чорний пішак · a1 чорний король | d4 білий король · e4 білий ферзь · b2 чорний пішак · a1 чорний король | d4 білий король · e4 білий ферзь · b2 чорний пішак · a1 чорний король | d4 білий король · e4 білий ферзь · b2 чорний пішак · a1 чорний король | d4 білий король · e4 білий ферзь · b2 чорний пішак · a1 чорний король | 8 |
| 7 | d4 білий король · e4 білий ферзь · b2 чорний пішак · a1 чорний король | d4 білий король · e4 білий ферзь · b2 чорний пішак · a1 чорний король | d4 білий король · e4 білий ферзь · b2 чорний пішак · a1 чорний король | d4 білий король · e4 білий ферзь · b2 чорний пішак · a1 чорний король | d4 білий король · e4 білий ферзь · b2 чорний пішак · a1 чорний король | d4 білий король · e4 білий ферзь · b2 чорний пішак · a1 чорний король | d4 білий король · e4 білий ферзь · b2 чорний пішак · a1 чорний король | d4 білий король · e4 білий ферзь · b2 чорний пішак · a1 чорний король | 7 |
| 6 | d4 білий король · e4 білий ферзь · b2 чорний пішак · a1 чорний король | d4 білий король · e4 білий ферзь · b2 чорний пішак · a1 чорний король | d4 білий король · e4 білий ферзь · b2 чорний пішак · a1 чорний король | d4 білий король · e4 білий ферзь · b2 чорний пішак · a1 чорний король | d4 білий король · e4 білий ферзь · b2 чорний пішак · a1 чорний король | d4 білий король · e4 білий ферзь · b2 чорний пішак · a1 чорний король | d4 білий король · e4 білий ферзь · b2 чорний пішак · a1 чорний король | d4 білий король · e4 білий ферзь · b2 чорний пішак · a1 чорний король | 6 |
| 5 | d4 білий король · e4 білий ферзь · b2 чорний пішак · a1 чорний король | d4 білий король · e4 білий ферзь · b2 чорний пішак · a1 чорний король | d4 білий король · e4 білий ферзь · b2 чорний пішак · a1 чорний король | d4 білий король · e4 білий ферзь · b2 чорний пішак · a1 чорний король | d4 білий король · e4 білий ферзь · b2 чорний пішак · a1 чорний король | d4 білий король · e4 білий ферзь · b2 чорний пішак · a1 чорний король | d4 білий король · e4 білий ферзь · b2 чорний пішак · a1 чорний король | d4 білий король · e4 білий ферзь · b2 чорний пішак · a1 чорний король | 5 |
| 4 | d4 білий король · e4 білий ферзь · b2 чорний пішак · a1 чорний король | d4 білий король · e4 білий ферзь · b2 чорний пішак · a1 чорний король | d4 білий король · e4 білий ферзь · b2 чорний пішак · a1 чорний король | d4 білий король · e4 білий ферзь · b2 чорний пішак · a1 чорний король | d4 білий король · e4 білий ферзь · b2 чорний пішак · a1 чорний король | d4 білий король · e4 білий ферзь · b2 чорний пішак · a1 чорний король | d4 білий король · e4 білий ферзь · b2 чорний пішак · a1 чорний король | d4 білий король · e4 білий ферзь · b2 чорний пішак · a1 чорний король | 4 |
| 3 | d4 білий король · e4 білий ферзь · b2 чорний пішак · a1 чорний король | d4 білий король · e4 білий ферзь · b2 чорний пішак · a1 чорний король | d4 білий король · e4 білий ферзь · b2 чорний пішак · a1 чорний король | d4 білий король · e4 білий ферзь · b2 чорний пішак · a1 чорний король | d4 білий король · e4 білий ферзь · b2 чорний пішак · a1 чорний король | d4 білий король · e4 білий ферзь · b2 чорний пішак · a1 чорний король | d4 білий король · e4 білий ферзь · b2 чорний пішак · a1 чорний король | d4 білий король · e4 білий ферзь · b2 чорний пішак · a1 чорний король | 3 |
| 2 | d4 білий король · e4 білий ферзь · b2 чорний пішак · a1 чорний король | d4 білий король · e4 білий ферзь · b2 чорний пішак · a1 чорний король | d4 білий король · e4 білий ферзь · b2 чорний пішак · a1 чорний король | d4 білий король · e4 білий ферзь · b2 чорний пішак · a1 чорний король | d4 білий король · e4 білий ферзь · b2 чорний пішак · a1 чорний король | d4 білий король · e4 білий ферзь · b2 чорний пішак · a1 чорний король | d4 білий король · e4 білий ферзь · b2 чорний пішак · a1 чорний король | d4 білий король · e4 білий ферзь · b2 чорний пішак · a1 чорний король | 2 |
| 1 | d4 білий король · e4 білий ферзь · b2 чорний пішак · a1 чорний король | d4 білий король · e4 білий ферзь · b2 чорний пішак · a1 чорний король | d4 білий король · e4 білий ферзь · b2 чорний пішак · a1 чорний король | d4 білий король · e4 білий ферзь · b2 чорний пішак · a1 чорний король | d4 білий король · e4 білий ферзь · b2 чорний пішак · a1 чорний король | d4 білий король · e4 білий ферзь · b2 чорний пішак · a1 чорний король | d4 білий король · e4 білий ферзь · b2 чорний пішак · a1 чорний король | d4 білий король · e4 білий ферзь · b2 чорний пішак · a1 чорний король | 1 |
|   | a                                                                     | b                                                                     | c                                                                     | d                                                                     | e                                                                     | f                                                                     | g                                                                     | h                                                                     |   |

Приrkfl 5: До перемоги веде лише 1.Фa8+, але при розташуванні ферзя на полях f4, g4, h4, f2 або h2 виграш не досягається.
Якщо з темпами наблизити ферзя до пішака не вдається, виграш зазвичай виявляється недосяжним.

## Слоновий пішак
При слоновому і туровому пішаках метод виграшу, розглянутий у прикладі 1, не проходить. Білі виграють, коли їх король розташований поблизу пішака і можна створити матові тенета навколо короля суперника; у цьому випадку слабшу сторону не рятує навіть проведення пішака у ферзі.
|   | a | b | c | d | e | f | g | h |   |
| 8 | a5 чорний хрестик · b5 чорний хрестик · c5 чорний хрестик · d5 чорний хрестик · e4 чорний хрестик · f4 чорний хрестик · g4 чорний хрестик · g3 чорний хрестик · c2 чорний пішак · d2 чорний король · g2 чорний хрестик · g1 чорний хрестик | a5 чорний хрестик · b5 чорний хрестик · c5 чорний хрестик · d5 чорний хрестик · e4 чорний хрестик · f4 чорний хрестик · g4 чорний хрестик · g3 чорний хрестик · c2 чорний пішак · d2 чорний король · g2 чорний хрестик · g1 чорний хрестик | a5 чорний хрестик · b5 чорний хрестик · c5 чорний хрестик · d5 чорний хрестик · e4 чорний хрестик · f4 чорний хрестик · g4 чорний хрестик · g3 чорний хрестик · c2 чорний пішак · d2 чорний король · g2 чорний хрестик · g1 чорний хрестик | a5 чорний хрестик · b5 чорний хрестик · c5 чорний хрестик · d5 чорний хрестик · e4 чорний хрестик · f4 чорний хрестик · g4 чорний хрестик · g3 чорний хрестик · c2 чорний пішак · d2 чорний король · g2 чорний хрестик · g1 чорний хрестик | a5 чорний хрестик · b5 чорний хрестик · c5 чорний хрестик · d5 чорний хрестик · e4 чорний хрестик · f4 чорний хрестик · g4 чорний хрестик · g3 чорний хрестик · c2 чорний пішак · d2 чорний король · g2 чорний хрестик · g1 чорний хрестик | a5 чорний хрестик · b5 чорний хрестик · c5 чорний хрестик · d5 чорний хрестик · e4 чорний хрестик · f4 чорний хрестик · g4 чорний хрестик · g3 чорний хрестик · c2 чорний пішак · d2 чорний король · g2 чорний хрестик · g1 чорний хрестик | a5 чорний хрестик · b5 чорний хрестик · c5 чорний хрестик · d5 чорний хрестик · e4 чорний хрестик · f4 чорний хрестик · g4 чорний хрестик · g3 чорний хрестик · c2 чорний пішак · d2 чорний король · g2 чорний хрестик · g1 чорний хрестик | a5 чорний хрестик · b5 чорний хрестик · c5 чорний хрестик · d5 чорний хрестик · e4 чорний хрестик · f4 чорний хрестик · g4 чорний хрестик · g3 чорний хрестик · c2 чорний пішак · d2 чорний король · g2 чорний хрестик · g1 чорний хрестик | 8 |
| 7 | a5 чорний хрестик · b5 чорний хрестик · c5 чорний хрестик · d5 чорний хрестик · e4 чорний хрестик · f4 чорний хрестик · g4 чорний хрестик · g3 чорний хрестик · c2 чорний пішак · d2 чорний король · g2 чорний хрестик · g1 чорний хрестик | a5 чорний хрестик · b5 чорний хрестик · c5 чорний хрестик · d5 чорний хрестик · e4 чорний хрестик · f4 чорний хрестик · g4 чорний хрестик · g3 чорний хрестик · c2 чорний пішак · d2 чорний король · g2 чорний хрестик · g1 чорний хрестик | a5 чорний хрестик · b5 чорний хрестик · c5 чорний хрестик · d5 чорний хрестик · e4 чорний хрестик · f4 чорний хрестик · g4 чорний хрестик · g3 чорний хрестик · c2 чорний пішак · d2 чорний король · g2 чорний хрестик · g1 чорний хрестик | a5 чорний хрестик · b5 чорний хрестик · c5 чорний хрестик · d5 чорний хрестик · e4 чорний хрестик · f4 чорний хрестик · g4 чорний хрестик · g3 чорний хрестик · c2 чорний пішак · d2 чорний король · g2 чорний хрестик · g1 чорний хрестик | a5 чорний хрестик · b5 чорний хрестик · c5 чорний хрестик · d5 чорний хрестик · e4 чорний хрестик · f4 чорний хрестик · g4 чорний хрестик · g3 чорний хрестик · c2 чорний пішак · d2 чорний король · g2 чорний хрестик · g1 чорний хрестик | a5 чорний хрестик · b5 чорний хрестик · c5 чорний хрестик · d5 чорний хрестик · e4 чорний хрестик · f4 чорний хрестик · g4 чорний хрестик · g3 чорний хрестик · c2 чорний пішак · d2 чорний король · g2 чорний хрестик · g1 чорний хрестик | a5 чорний хрестик · b5 чорний хрестик · c5 чорний хрестик · d5 чорний хрестик · e4 чорний хрестик · f4 чорний хрестик · g4 чорний хрестик · g3 чорний хрестик · c2 чорний пішак · d2 чорний король · g2 чорний хрестик · g1 чорний хрестик | a5 чорний хрестик · b5 чорний хрестик · c5 чорний хрестик · d5 чорний хрестик · e4 чорний хрестик · f4 чорний хрестик · g4 чорний хрестик · g3 чорний хрестик · c2 чорний пішак · d2 чорний король · g2 чорний хрестик · g1 чорний хрестик | 7 |
| 6 | a5 чорний хрестик · b5 чорний хрестик · c5 чорний хрестик · d5 чорний хрестик · e4 чорний хрестик · f4 чорний хрестик · g4 чорний хрестик · g3 чорний хрестик · c2 чорний пішак · d2 чорний король · g2 чорний хрестик · g1 чорний хрестик | a5 чорний хрестик · b5 чорний хрестик · c5 чорний хрестик · d5 чорний хрестик · e4 чорний хрестик · f4 чорний хрестик · g4 чорний хрестик · g3 чорний хрестик · c2 чорний пішак · d2 чорний король · g2 чорний хрестик · g1 чорний хрестик | a5 чорний хрестик · b5 чорний хрестик · c5 чорний хрестик · d5 чорний хрестик · e4 чорний хрестик · f4 чорний хрестик · g4 чорний хрестик · g3 чорний хрестик · c2 чорний пішак · d2 чорний король · g2 чорний хрестик · g1 чорний хрестик | a5 чорний хрестик · b5 чорний хрестик · c5 чорний хрестик · d5 чорний хрестик · e4 чорний хрестик · f4 чорний хрестик · g4 чорний хрестик · g3 чорний хрестик · c2 чорний пішак · d2 чорний король · g2 чорний хрестик · g1 чорний хрестик | a5 чорний хрестик · b5 чорний хрестик · c5 чорний хрестик · d5 чорний хрестик · e4 чорний хрестик · f4 чорний хрестик · g4 чорний хрестик · g3 чорний хрестик · c2 чорний пішак · d2 чорний король · g2 чорний хрестик · g1 чорний хрестик | a5 чорний хрестик · b5 чорний хрестик · c5 чорний хрестик · d5 чорний хрестик · e4 чорний хрестик · f4 чорний хрестик · g4 чорний хрестик · g3 чорний хрестик · c2 чорний пішак · d2 чорний король · g2 чорний хрестик · g1 чорний хрестик | a5 чорний хрестик · b5 чорний хрестик · c5 чорний хрестик · d5 чорний хрестик · e4 чорний хрестик · f4 чорний хрестик · g4 чорний хрестик · g3 чорний хрестик · c2 чорний пішак · d2 чорний король · g2 чорний хрестик · g1 чорний хрестик | a5 чорний хрестик · b5 чорний хрестик · c5 чорний хрестик · d5 чорний хрестик · e4 чорний хрестик · f4 чорний хрестик · g4 чорний хрестик · g3 чорний хрестик · c2 чорний пішак · d2 чорний король · g2 чорний хрестик · g1 чорний хрестик | 6 |
| 5 | a5 чорний хрестик · b5 чорний хрестик · c5 чорний хрестик · d5 чорний хрестик · e4 чорний хрестик · f4 чорний хрестик · g4 чорний хрестик · g3 чорний хрестик · c2 чорний пішак · d2 чорний король · g2 чорний хрестик · g1 чорний хрестик | a5 чорний хрестик · b5 чорний хрестик · c5 чорний хрестик · d5 чорний хрестик · e4 чорний хрестик · f4 чорний хрестик · g4 чорний хрестик · g3 чорний хрестик · c2 чорний пішак · d2 чорний король · g2 чорний хрестик · g1 чорний хрестик | a5 чорний хрестик · b5 чорний хрестик · c5 чорний хрестик · d5 чорний хрестик · e4 чорний хрестик · f4 чорний хрестик · g4 чорний хрестик · g3 чорний хрестик · c2 чорний пішак · d2 чорний король · g2 чорний хрестик · g1 чорний хрестик | a5 чорний хрестик · b5 чорний хрестик · c5 чорний хрестик · d5 чорний хрестик · e4 чорний хрестик · f4 чорний хрестик · g4 чорний хрестик · g3 чорний хрестик · c2 чорний пішак · d2 чорний король · g2 чорний хрестик · g1 чорний хрестик | a5 чорний хрестик · b5 чорний хрестик · c5 чорний хрестик · d5 чорний хрестик · e4 чорний хрестик · f4 чорний хрестик · g4 чорний хрестик · g3 чорний хрестик · c2 чорний пішак · d2 чорний король · g2 чорний хрестик · g1 чорний хрестик | a5 чорний хрестик · b5 чорний хрестик · c5 чорний хрестик · d5 чорний хрестик · e4 чорний хрестик · f4 чорний хрестик · g4 чорний хрестик · g3 чорний хрестик · c2 чорний пішак · d2 чорний король · g2 чорний хрестик · g1 чорний хрестик | a5 чорний хрестик · b5 чорний хрестик · c5 чорний хрестик · d5 чорний хрестик · e4 чорний хрестик · f4 чорний хрестик · g4 чорний хрестик · g3 чорний хрестик · c2 чорний пішак · d2 чорний король · g2 чорний хрестик · g1 чорний хрестик | a5 чорний хрестик · b5 чорний хрестик · c5 чорний хрестик · d5 чорний хрестик · e4 чорний хрестик · f4 чорний хрестик · g4 чорний хрестик · g3 чорний хрестик · c2 чорний пішак · d2 чорний король · g2 чорний хрестик · g1 чорний хрестик | 5 |
| 4 | a5 чорний хрестик · b5 чорний хрестик · c5 чорний хрестик · d5 чорний хрестик · e4 чорний хрестик · f4 чорний хрестик · g4 чорний хрестик · g3 чорний хрестик · c2 чорний пішак · d2 чорний король · g2 чорний хрестик · g1 чорний хрестик | a5 чорний хрестик · b5 чорний хрестик · c5 чорний хрестик · d5 чорний хрестик · e4 чорний хрестик · f4 чорний хрестик · g4 чорний хрестик · g3 чорний хрестик · c2 чорний пішак · d2 чорний король · g2 чорний хрестик · g1 чорний хрестик | a5 чорний хрестик · b5 чорний хрестик · c5 чорний хрестик · d5 чорний хрестик · e4 чорний хрестик · f4 чорний хрестик · g4 чорний хрестик · g3 чорний хрестик · c2 чорний пішак · d2 чорний король · g2 чорний хрестик · g1 чорний хрестик | a5 чорний хрестик · b5 чорний хрестик · c5 чорний хрестик · d5 чорний хрестик · e4 чорний хрестик · f4 чорний хрестик · g4 чорний хрестик · g3 чорний хрестик · c2 чорний пішак · d2 чорний король · g2 чорний хрестик · g1 чорний хрестик | a5 чорний хрестик · b5 чорний хрестик · c5 чорний хрестик · d5 чорний хрестик · e4 чорний хрестик · f4 чорний хрестик · g4 чорний хрестик · g3 чорний хрестик · c2 чорний пішак · d2 чорний король · g2 чорний хрестик · g1 чорний хрестик | a5 чорний хрестик · b5 чорний хрестик · c5 чорний хрестик · d5 чорний хрестик · e4 чорний хрестик · f4 чорний хрестик · g4 чорний хрестик · g3 чорний хрестик · c2 чорний пішак · d2 чорний король · g2 чорний хрестик · g1 чорний хрестик | a5 чорний хрестик · b5 чорний хрестик · c5 чорний хрестик · d5 чорний хрестик · e4 чорний хрестик · f4 чорний хрестик · g4 чорний хрестик · g3 чорний хрестик · c2 чорний пішак · d2 чорний король · g2 чорний хрестик · g1 чорний хрестик | a5 чорний хрестик · b5 чорний хрестик · c5 чорний хрестик · d5 чорний хрестик · e4 чорний хрестик · f4 чорний хрестик · g4 чорний хрестик · g3 чорний хрестик · c2 чорний пішак · d2 чорний король · g2 чорний хрестик · g1 чорний хрестик | 4 |
| 3 | a5 чорний хрестик · b5 чорний хрестик · c5 чорний хрестик · d5 чорний хрестик · e4 чорний хрестик · f4 чорний хрестик · g4 чорний хрестик · g3 чорний хрестик · c2 чорний пішак · d2 чорний король · g2 чорний хрестик · g1 чорний хрестик | a5 чорний хрестик · b5 чорний хрестик · c5 чорний хрестик · d5 чорний хрестик · e4 чорний хрестик · f4 чорний хрестик · g4 чорний хрестик · g3 чорний хрестик · c2 чорний пішак · d2 чорний король · g2 чорний хрестик · g1 чорний хрестик | a5 чорний хрестик · b5 чорний хрестик · c5 чорний хрестик · d5 чорний хрестик · e4 чорний хрестик · f4 чорний хрестик · g4 чорний хрестик · g3 чорний хрестик · c2 чорний пішак · d2 чорний король · g2 чорний хрестик · g1 чорний хрестик | a5 чорний хрестик · b5 чорний хрестик · c5 чорний хрестик · d5 чорний хрестик · e4 чорний хрестик · f4 чорний хрестик · g4 чорний хрестик · g3 чорний хрестик · c2 чорний пішак · d2 чорний король · g2 чорний хрестик · g1 чорний хрестик | a5 чорний хрестик · b5 чорний хрестик · c5 чорний хрестик · d5 чорний хрестик · e4 чорний хрестик · f4 чорний хрестик · g4 чорний хрестик · g3 чорний хрестик · c2 чорний пішак · d2 чорний король · g2 чорний хрестик · g1 чорний хрестик | a5 чорний хрестик · b5 чорний хрестик · c5 чорний хрестик · d5 чорний хрестик · e4 чорний хрестик · f4 чорний хрестик · g4 чорний хрестик · g3 чорний хрестик · c2 чорний пішак · d2 чорний король · g2 чорний хрестик · g1 чорний хрестик | a5 чорний хрестик · b5 чорний хрестик · c5 чорний хрестик · d5 чорний хрестик · e4 чорний хрестик · f4 чорний хрестик · g4 чорний хрестик · g3 чорний хрестик · c2 чорний пішак · d2 чорний король · g2 чорний хрестик · g1 чорний хрестик | a5 чорний хрестик · b5 чорний хрестик · c5 чорний хрестик · d5 чорний хрестик · e4 чорний хрестик · f4 чорний хрестик · g4 чорний хрестик · g3 чорний хрестик · c2 чорний пішак · d2 чорний король · g2 чорний хрестик · g1 чорний хрестик | 3 |
| 2 | a5 чорний хрестик · b5 чорний хрестик · c5 чорний хрестик · d5 чорний хрестик · e4 чорний хрестик · f4 чорний хрестик · g4 чорний хрестик · g3 чорний хрестик · c2 чорний пішак · d2 чорний король · g2 чорний хрестик · g1 чорний хрестик | a5 чорний хрестик · b5 чорний хрестик · c5 чорний хрестик · d5 чорний хрестик · e4 чорний хрестик · f4 чорний хрестик · g4 чорний хрестик · g3 чорний хрестик · c2 чорний пішак · d2 чорний король · g2 чорний хрестик · g1 чорний хрестик | a5 чорний хрестик · b5 чорний хрестик · c5 чорний хрестик · d5 чорний хрестик · e4 чорний хрестик · f4 чорний хрестик · g4 чорний хрестик · g3 чорний хрестик · c2 чорний пішак · d2 чорний король · g2 чорний хрестик · g1 чорний хрестик | a5 чорний хрестик · b5 чорний хрестик · c5 чорний хрестик · d5 чорний хрестик · e4 чорний хрестик · f4 чорний хрестик · g4 чорний хрестик · g3 чорний хрестик · c2 чорний пішак · d2 чорний король · g2 чорний хрестик · g1 чорний хрестик | a5 чорний хрестик · b5 чорний хрестик · c5 чорний хрестик · d5 чорний хрестик · e4 чорний хрестик · f4 чорний хрестик · g4 чорний хрестик · g3 чорний хрестик · c2 чорний пішак · d2 чорний король · g2 чорний хрестик · g1 чорний хрестик | a5 чорний хрестик · b5 чорний хрестик · c5 чорний хрестик · d5 чорний хрестик · e4 чорний хрестик · f4 чорний хрестик · g4 чорний хрестик · g3 чорний хрестик · c2 чорний пішак · d2 чорний король · g2 чорний хрестик · g1 чорний хрестик | a5 чорний хрестик · b5 чорний хрестик · c5 чорний хрестик · d5 чорний хрестик · e4 чорний хрестик · f4 чорний хрестик · g4 чорний хрестик · g3 чорний хрестик · c2 чорний пішак · d2 чорний король · g2 чорний хрестик · g1 чорний хрестик | a5 чорний хрестик · b5 чорний хрестик · c5 чорний хрестик · d5 чорний хрестик · e4 чорний хрестик · f4 чорний хрестик · g4 чорний хрестик · g3 чорний хрестик · c2 чорний пішак · d2 чорний король · g2 чорний хрестик · g1 чорний хрестик | 2 |
| 1 | a5 чорний хрестик · b5 чорний хрестик · c5 чорний хрестик · d5 чорний хрестик · e4 чорний хрестик · f4 чорний хрестик · g4 чорний хрестик · g3 чорний хрестик · c2 чорний пішак · d2 чорний король · g2 чорний хрестик · g1 чорний хрестик | a5 чорний хрестик · b5 чорний хрестик · c5 чорний хрестик · d5 чорний хрестик · e4 чорний хрестик · f4 чорний хрестик · g4 чорний хрестик · g3 чорний хрестик · c2 чорний пішак · d2 чорний король · g2 чорний хрестик · g1 чорний хрестик | a5 чорний хрестик · b5 чорний хрестик · c5 чорний хрестик · d5 чорний хрестик · e4 чорний хрестик · f4 чорний хрестик · g4 чорний хрестик · g3 чорний хрестик · c2 чорний пішак · d2 чорний король · g2 чорний хрестик · g1 чорний хрестик | a5 чорний хрестик · b5 чорний хрестик · c5 чорний хрестик · d5 чорний хрестик · e4 чорний хрестик · f4 чорний хрестик · g4 чорний хрестик · g3 чорний хрестик · c2 чорний пішак · d2 чорний король · g2 чорний хрестик · g1 чорний хрестик | a5 чорний хрестик · b5 чорний хрестик · c5 чорний хрестик · d5 чорний хрестик · e4 чорний хрестик · f4 чорний хрестик · g4 чорний хрестик · g3 чорний хрестик · c2 чорний пішак · d2 чорний король · g2 чорний хрестик · g1 чорний хрестик | a5 чорний хрестик · b5 чорний хрестик · c5 чорний хрестик · d5 чорний хрестик · e4 чорний хрестик · f4 чорний хрестик · g4 чорний хрестик · g3 чорний хрестик · c2 чорний пішак · d2 чорний король · g2 чорний хрестик · g1 чорний хрестик | a5 чорний хрестик · b5 чорний хрестик · c5 чорний хрестик · d5 чорний хрестик · e4 чорний хрестик · f4 чорний хрестик · g4 чорний хрестик · g3 чорний хрестик · c2 чорний пішак · d2 чорний король · g2 чорний хрестик · g1 чорний хрестик | a5 чорний хрестик · b5 чорний хрестик · c5 чорний хрестик · d5 чорний хрестик · e4 чорний хрестик · f4 чорний хрестик · g4 чорний хрестик · g3 чорний хрестик · c2 чорний пішак · d2 чорний король · g2 чорний хрестик · g1 чорний хрестик | 1 |
|   | a | b | c | d | e | f | g | h |   |

|   | a | b | c | d | e | f | g | h |   |
| 8 | a5 чорний хрестик · b5 чорний хрестик · c5 чорний хрестик · d4 чорний хрестик · e4 чорний хрестик · f4 чорний хрестик · f3 чорний хрестик · b2 чорний король · c2 чорний пішак · f2 чорний хрестик · f1 чорний хрестик | a5 чорний хрестик · b5 чорний хрестик · c5 чорний хрестик · d4 чорний хрестик · e4 чорний хрестик · f4 чорний хрестик · f3 чорний хрестик · b2 чорний король · c2 чорний пішак · f2 чорний хрестик · f1 чорний хрестик | a5 чорний хрестик · b5 чорний хрестик · c5 чорний хрестик · d4 чорний хрестик · e4 чорний хрестик · f4 чорний хрестик · f3 чорний хрестик · b2 чорний король · c2 чорний пішак · f2 чорний хрестик · f1 чорний хрестик | a5 чорний хрестик · b5 чорний хрестик · c5 чорний хрестик · d4 чорний хрестик · e4 чорний хрестик · f4 чорний хрестик · f3 чорний хрестик · b2 чорний король · c2 чорний пішак · f2 чорний хрестик · f1 чорний хрестик | a5 чорний хрестик · b5 чорний хрестик · c5 чорний хрестик · d4 чорний хрестик · e4 чорний хрестик · f4 чорний хрестик · f3 чорний хрестик · b2 чорний король · c2 чорний пішак · f2 чорний хрестик · f1 чорний хрестик | a5 чорний хрестик · b5 чорний хрестик · c5 чорний хрестик · d4 чорний хрестик · e4 чорний хрестик · f4 чорний хрестик · f3 чорний хрестик · b2 чорний король · c2 чорний пішак · f2 чорний хрестик · f1 чорний хрестик | a5 чорний хрестик · b5 чорний хрестик · c5 чорний хрестик · d4 чорний хрестик · e4 чорний хрестик · f4 чорний хрестик · f3 чорний хрестик · b2 чорний король · c2 чорний пішак · f2 чорний хрестик · f1 чорний хрестик | a5 чорний хрестик · b5 чорний хрестик · c5 чорний хрестик · d4 чорний хрестик · e4 чорний хрестик · f4 чорний хрестик · f3 чорний хрестик · b2 чорний король · c2 чорний пішак · f2 чорний хрестик · f1 чорний хрестик | 8 |
| 7 | a5 чорний хрестик · b5 чорний хрестик · c5 чорний хрестик · d4 чорний хрестик · e4 чорний хрестик · f4 чорний хрестик · f3 чорний хрестик · b2 чорний король · c2 чорний пішак · f2 чорний хрестик · f1 чорний хрестик | a5 чорний хрестик · b5 чорний хрестик · c5 чорний хрестик · d4 чорний хрестик · e4 чорний хрестик · f4 чорний хрестик · f3 чорний хрестик · b2 чорний король · c2 чорний пішак · f2 чорний хрестик · f1 чорний хрестик | a5 чорний хрестик · b5 чорний хрестик · c5 чорний хрестик · d4 чорний хрестик · e4 чорний хрестик · f4 чорний хрестик · f3 чорний хрестик · b2 чорний король · c2 чорний пішак · f2 чорний хрестик · f1 чорний хрестик | a5 чорний хрестик · b5 чорний хрестик · c5 чорний хрестик · d4 чорний хрестик · e4 чорний хрестик · f4 чорний хрестик · f3 чорний хрестик · b2 чорний король · c2 чорний пішак · f2 чорний хрестик · f1 чорний хрестик | a5 чорний хрестик · b5 чорний хрестик · c5 чорний хрестик · d4 чорний хрестик · e4 чорний хрестик · f4 чорний хрестик · f3 чорний хрестик · b2 чорний король · c2 чорний пішак · f2 чорний хрестик · f1 чорний хрестик | a5 чорний хрестик · b5 чорний хрестик · c5 чорний хрестик · d4 чорний хрестик · e4 чорний хрестик · f4 чорний хрестик · f3 чорний хрестик · b2 чорний король · c2 чорний пішак · f2 чорний хрестик · f1 чорний хрестик | a5 чорний хрестик · b5 чорний хрестик · c5 чорний хрестик · d4 чорний хрестик · e4 чорний хрестик · f4 чорний хрестик · f3 чорний хрестик · b2 чорний король · c2 чорний пішак · f2 чорний хрестик · f1 чорний хрестик | a5 чорний хрестик · b5 чорний хрестик · c5 чорний хрестик · d4 чорний хрестик · e4 чорний хрестик · f4 чорний хрестик · f3 чорний хрестик · b2 чорний король · c2 чорний пішак · f2 чорний хрестик · f1 чорний хрестик | 7 |
| 6 | a5 чорний хрестик · b5 чорний хрестик · c5 чорний хрестик · d4 чорний хрестик · e4 чорний хрестик · f4 чорний хрестик · f3 чорний хрестик · b2 чорний король · c2 чорний пішак · f2 чорний хрестик · f1 чорний хрестик | a5 чорний хрестик · b5 чорний хрестик · c5 чорний хрестик · d4 чорний хрестик · e4 чорний хрестик · f4 чорний хрестик · f3 чорний хрестик · b2 чорний король · c2 чорний пішак · f2 чорний хрестик · f1 чорний хрестик | a5 чорний хрестик · b5 чорний хрестик · c5 чорний хрестик · d4 чорний хрестик · e4 чорний хрестик · f4 чорний хрестик · f3 чорний хрестик · b2 чорний король · c2 чорний пішак · f2 чорний хрестик · f1 чорний хрестик | a5 чорний хрестик · b5 чорний хрестик · c5 чорний хрестик · d4 чорний хрестик · e4 чорний хрестик · f4 чорний хрестик · f3 чорний хрестик · b2 чорний король · c2 чорний пішак · f2 чорний хрестик · f1 чорний хрестик | a5 чорний хрестик · b5 чорний хрестик · c5 чорний хрестик · d4 чорний хрестик · e4 чорний хрестик · f4 чорний хрестик · f3 чорний хрестик · b2 чорний король · c2 чорний пішак · f2 чорний хрестик · f1 чорний хрестик | a5 чорний хрестик · b5 чорний хрестик · c5 чорний хрестик · d4 чорний хрестик · e4 чорний хрестик · f4 чорний хрестик · f3 чорний хрестик · b2 чорний король · c2 чорний пішак · f2 чорний хрестик · f1 чорний хрестик | a5 чорний хрестик · b5 чорний хрестик · c5 чорний хрестик · d4 чорний хрестик · e4 чорний хрестик · f4 чорний хрестик · f3 чорний хрестик · b2 чорний король · c2 чорний пішак · f2 чорний хрестик · f1 чорний хрестик | a5 чорний хрестик · b5 чорний хрестик · c5 чорний хрестик · d4 чорний хрестик · e4 чорний хрестик · f4 чорний хрестик · f3 чорний хрестик · b2 чорний король · c2 чорний пішак · f2 чорний хрестик · f1 чорний хрестик | 6 |
| 5 | a5 чорний хрестик · b5 чорний хрестик · c5 чорний хрестик · d4 чорний хрестик · e4 чорний хрестик · f4 чорний хрестик · f3 чорний хрестик · b2 чорний король · c2 чорний пішак · f2 чорний хрестик · f1 чорний хрестик | a5 чорний хрестик · b5 чорний хрестик · c5 чорний хрестик · d4 чорний хрестик · e4 чорний хрестик · f4 чорний хрестик · f3 чорний хрестик · b2 чорний король · c2 чорний пішак · f2 чорний хрестик · f1 чорний хрестик | a5 чорний хрестик · b5 чорний хрестик · c5 чорний хрестик · d4 чорний хрестик · e4 чорний хрестик · f4 чорний хрестик · f3 чорний хрестик · b2 чорний король · c2 чорний пішак · f2 чорний хрестик · f1 чорний хрестик | a5 чорний хрестик · b5 чорний хрестик · c5 чорний хрестик · d4 чорний хрестик · e4 чорний хрестик · f4 чорний хрестик · f3 чорний хрестик · b2 чорний король · c2 чорний пішак · f2 чорний хрестик · f1 чорний хрестик | a5 чорний хрестик · b5 чорний хрестик · c5 чорний хрестик · d4 чорний хрестик · e4 чорний хрестик · f4 чорний хрестик · f3 чорний хрестик · b2 чорний король · c2 чорний пішак · f2 чорний хрестик · f1 чорний хрестик | a5 чорний хрестик · b5 чорний хрестик · c5 чорний хрестик · d4 чорний хрестик · e4 чорний хрестик · f4 чорний хрестик · f3 чорний хрестик · b2 чорний король · c2 чорний пішак · f2 чорний хрестик · f1 чорний хрестик | a5 чорний хрестик · b5 чорний хрестик · c5 чорний хрестик · d4 чорний хрестик · e4 чорний хрестик · f4 чорний хрестик · f3 чорний хрестик · b2 чорний король · c2 чорний пішак · f2 чорний хрестик · f1 чорний хрестик | a5 чорний хрестик · b5 чорний хрестик · c5 чорний хрестик · d4 чорний хрестик · e4 чорний хрестик · f4 чорний хрестик · f3 чорний хрестик · b2 чорний король · c2 чорний пішак · f2 чорний хрестик · f1 чорний хрестик | 5 |
| 4 | a5 чорний хрестик · b5 чорний хрестик · c5 чорний хрестик · d4 чорний хрестик · e4 чорний хрестик · f4 чорний хрестик · f3 чорний хрестик · b2 чорний король · c2 чорний пішак · f2 чорний хрестик · f1 чорний хрестик | a5 чорний хрестик · b5 чорний хрестик · c5 чорний хрестик · d4 чорний хрестик · e4 чорний хрестик · f4 чорний хрестик · f3 чорний хрестик · b2 чорний король · c2 чорний пішак · f2 чорний хрестик · f1 чорний хрестик | a5 чорний хрестик · b5 чорний хрестик · c5 чорний хрестик · d4 чорний хрестик · e4 чорний хрестик · f4 чорний хрестик · f3 чорний хрестик · b2 чорний король · c2 чорний пішак · f2 чорний хрестик · f1 чорний хрестик | a5 чорний хрестик · b5 чорний хрестик · c5 чорний хрестик · d4 чорний хрестик · e4 чорний хрестик · f4 чорний хрестик · f3 чорний хрестик · b2 чорний король · c2 чорний пішак · f2 чорний хрестик · f1 чорний хрестик | a5 чорний хрестик · b5 чорний хрестик · c5 чорний хрестик · d4 чорний хрестик · e4 чорний хрестик · f4 чорний хрестик · f3 чорний хрестик · b2 чорний король · c2 чорний пішак · f2 чорний хрестик · f1 чорний хрестик | a5 чорний хрестик · b5 чорний хрестик · c5 чорний хрестик · d4 чорний хрестик · e4 чорний хрестик · f4 чорний хрестик · f3 чорний хрестик · b2 чорний король · c2 чорний пішак · f2 чорний хрестик · f1 чорний хрестик | a5 чорний хрестик · b5 чорний хрестик · c5 чорний хрестик · d4 чорний хрестик · e4 чорний хрестик · f4 чорний хрестик · f3 чорний хрестик · b2 чорний король · c2 чорний пішак · f2 чорний хрестик · f1 чорний хрестик | a5 чорний хрестик · b5 чорний хрестик · c5 чорний хрестик · d4 чорний хрестик · e4 чорний хрестик · f4 чорний хрестик · f3 чорний хрестик · b2 чорний король · c2 чорний пішак · f2 чорний хрестик · f1 чорний хрестик | 4 |
| 3 | a5 чорний хрестик · b5 чорний хрестик · c5 чорний хрестик · d4 чорний хрестик · e4 чорний хрестик · f4 чорний хрестик · f3 чорний хрестик · b2 чорний король · c2 чорний пішак · f2 чорний хрестик · f1 чорний хрестик | a5 чорний хрестик · b5 чорний хрестик · c5 чорний хрестик · d4 чорний хрестик · e4 чорний хрестик · f4 чорний хрестик · f3 чорний хрестик · b2 чорний король · c2 чорний пішак · f2 чорний хрестик · f1 чорний хрестик | a5 чорний хрестик · b5 чорний хрестик · c5 чорний хрестик · d4 чорний хрестик · e4 чорний хрестик · f4 чорний хрестик · f3 чорний хрестик · b2 чорний король · c2 чорний пішак · f2 чорний хрестик · f1 чорний хрестик | a5 чорний хрестик · b5 чорний хрестик · c5 чорний хрестик · d4 чорний хрестик · e4 чорний хрестик · f4 чорний хрестик · f3 чорний хрестик · b2 чорний король · c2 чорний пішак · f2 чорний хрестик · f1 чорний хрестик | a5 чорний хрестик · b5 чорний хрестик · c5 чорний хрестик · d4 чорний хрестик · e4 чорний хрестик · f4 чорний хрестик · f3 чорний хрестик · b2 чорний король · c2 чорний пішак · f2 чорний хрестик · f1 чорний хрестик | a5 чорний хрестик · b5 чорний хрестик · c5 чорний хрестик · d4 чорний хрестик · e4 чорний хрестик · f4 чорний хрестик · f3 чорний хрестик · b2 чорний король · c2 чорний пішак · f2 чорний хрестик · f1 чорний хрестик | a5 чорний хрестик · b5 чорний хрестик · c5 чорний хрестик · d4 чорний хрестик · e4 чорний хрестик · f4 чорний хрестик · f3 чорний хрестик · b2 чорний король · c2 чорний пішак · f2 чорний хрестик · f1 чорний хрестик | a5 чорний хрестик · b5 чорний хрестик · c5 чорний хрестик · d4 чорний хрестик · e4 чорний хрестик · f4 чорний хрестик · f3 чорний хрестик · b2 чорний король · c2 чорний пішак · f2 чорний хрестик · f1 чорний хрестик | 3 |
| 2 | a5 чорний хрестик · b5 чорний хрестик · c5 чорний хрестик · d4 чорний хрестик · e4 чорний хрестик · f4 чорний хрестик · f3 чорний хрестик · b2 чорний король · c2 чорний пішак · f2 чорний хрестик · f1 чорний хрестик | a5 чорний хрестик · b5 чорний хрестик · c5 чорний хрестик · d4 чорний хрестик · e4 чорний хрестик · f4 чорний хрестик · f3 чорний хрестик · b2 чорний король · c2 чорний пішак · f2 чорний хрестик · f1 чорний хрестик | a5 чорний хрестик · b5 чорний хрестик · c5 чорний хрестик · d4 чорний хрестик · e4 чорний хрестик · f4 чорний хрестик · f3 чорний хрестик · b2 чорний король · c2 чорний пішак · f2 чорний хрестик · f1 чорний хрестик | a5 чорний хрестик · b5 чорний хрестик · c5 чорний хрестик · d4 чорний хрестик · e4 чорний хрестик · f4 чорний хрестик · f3 чорний хрестик · b2 чорний король · c2 чорний пішак · f2 чорний хрестик · f1 чорний хрестик | a5 чорний хрестик · b5 чорний хрестик · c5 чорний хрестик · d4 чорний хрестик · e4 чорний хрестик · f4 чорний хрестик · f3 чорний хрестик · b2 чорний король · c2 чорний пішак · f2 чорний хрестик · f1 чорний хрестик | a5 чорний хрестик · b5 чорний хрестик · c5 чорний хрестик · d4 чорний хрестик · e4 чорний хрестик · f4 чорний хрестик · f3 чорний хрестик · b2 чорний король · c2 чорний пішак · f2 чорний хрестик · f1 чорний хрестик | a5 чорний хрестик · b5 чорний хрестик · c5 чорний хрестик · d4 чорний хрестик · e4 чорний хрестик · f4 чорний хрестик · f3 чорний хрестик · b2 чорний король · c2 чорний пішак · f2 чорний хрестик · f1 чорний хрестик | a5 чорний хрестик · b5 чорний хрестик · c5 чорний хрестик · d4 чорний хрестик · e4 чорний хрестик · f4 чорний хрестик · f3 чорний хрестик · b2 чорний король · c2 чорний пішак · f2 чорний хрестик · f1 чорний хрестик | 2 |
| 1 | a5 чорний хрестик · b5 чорний хрестик · c5 чорний хрестик · d4 чорний хрестик · e4 чорний хрестик · f4 чорний хрестик · f3 чорний хрестик · b2 чорний король · c2 чорний пішак · f2 чорний хрестик · f1 чорний хрестик | a5 чорний хрестик · b5 чорний хрестик · c5 чорний хрестик · d4 чорний хрестик · e4 чорний хрестик · f4 чорний хрестик · f3 чорний хрестик · b2 чорний король · c2 чорний пішак · f2 чорний хрестик · f1 чорний хрестик | a5 чорний хрестик · b5 чорний хрестик · c5 чорний хрестик · d4 чорний хрестик · e4 чорний хрестик · f4 чорний хрестик · f3 чорний хрестик · b2 чорний король · c2 чорний пішак · f2 чорний хрестик · f1 чорний хрестик | a5 чорний хрестик · b5 чорний хрестик · c5 чорний хрестик · d4 чорний хрестик · e4 чорний хрестик · f4 чорний хрестик · f3 чорний хрестик · b2 чорний король · c2 чорний пішак · f2 чорний хрестик · f1 чорний хрестик | a5 чорний хрестик · b5 чорний хрестик · c5 чорний хрестик · d4 чорний хрестик · e4 чорний хрестик · f4 чорний хрестик · f3 чорний хрестик · b2 чорний король · c2 чорний пішак · f2 чорний хрестик · f1 чорний хрестик | a5 чорний хрестик · b5 чорний хрестик · c5 чорний хрестик · d4 чорний хрестик · e4 чорний хрестик · f4 чорний хрестик · f3 чорний хрестик · b2 чорний король · c2 чорний пішак · f2 чорний хрестик · f1 чорний хрестик | a5 чорний хрестик · b5 чорний хрестик · c5 чорний хрестик · d4 чорний хрестик · e4 чорний хрестик · f4 чорний хрестик · f3 чорний хрестик · b2 чорний король · c2 чорний пішак · f2 чорний хрестик · f1 чорний хрестик | a5 чорний хрестик · b5 чорний хрестик · c5 чорний хрестик · d4 чорний хрестик · e4 чорний хрестик · f4 чорний хрестик · f3 чорний хрестик · b2 чорний король · c2 чорний пішак · f2 чорний хрестик · f1 чорний хрестик | 1 |
|   | a | b | c | d | e | f | g | h |   |

Білі перемагають лише при знаходженні їх короля в окресленій зоні.
Якщо король чорних розташований ближче до кута, виграшна зона значно звужується.
|   | a                                                                     | b                                                                     | c                                                                     | d                                                                     | e                                                                     | f                                                                     | g                                                                     | h                                                                     |   |
| 8 | c5 білий ферзь · d5 білий король · c2 чорний пішак · d2 чорний король | c5 білий ферзь · d5 білий король · c2 чорний пішак · d2 чорний король | c5 білий ферзь · d5 білий король · c2 чорний пішак · d2 чорний король | c5 білий ферзь · d5 білий король · c2 чорний пішак · d2 чорний король | c5 білий ферзь · d5 білий король · c2 чорний пішак · d2 чорний король | c5 білий ферзь · d5 білий король · c2 чорний пішак · d2 чорний король | c5 білий ферзь · d5 білий король · c2 чорний пішак · d2 чорний король | c5 білий ферзь · d5 білий король · c2 чорний пішак · d2 чорний король | 8 |
| 7 | c5 білий ферзь · d5 білий король · c2 чорний пішак · d2 чорний король | c5 білий ферзь · d5 білий король · c2 чорний пішак · d2 чорний король | c5 білий ферзь · d5 білий король · c2 чорний пішак · d2 чорний король | c5 білий ферзь · d5 білий король · c2 чорний пішак · d2 чорний король | c5 білий ферзь · d5 білий король · c2 чорний пішак · d2 чорний король | c5 білий ферзь · d5 білий король · c2 чорний пішак · d2 чорний король | c5 білий ферзь · d5 білий король · c2 чорний пішак · d2 чорний король | c5 білий ферзь · d5 білий король · c2 чорний пішак · d2 чорний король | 7 |
| 6 | c5 білий ферзь · d5 білий король · c2 чорний пішак · d2 чорний король | c5 білий ферзь · d5 білий король · c2 чорний пішак · d2 чорний король | c5 білий ферзь · d5 білий король · c2 чорний пішак · d2 чорний король | c5 білий ферзь · d5 білий король · c2 чорний пішак · d2 чорний король | c5 білий ферзь · d5 білий король · c2 чорний пішак · d2 чорний король | c5 білий ферзь · d5 білий король · c2 чорний пішак · d2 чорний король | c5 білий ферзь · d5 білий король · c2 чорний пішак · d2 чорний король | c5 білий ферзь · d5 білий король · c2 чорний пішак · d2 чорний король | 6 |
| 5 | c5 білий ферзь · d5 білий король · c2 чорний пішак · d2 чорний король | c5 білий ферзь · d5 білий король · c2 чорний пішак · d2 чорний король | c5 білий ферзь · d5 білий король · c2 чорний пішак · d2 чорний король | c5 білий ферзь · d5 білий король · c2 чорний пішак · d2 чорний король | c5 білий ферзь · d5 білий король · c2 чорний пішак · d2 чорний король | c5 білий ферзь · d5 білий король · c2 чорний пішак · d2 чорний король | c5 білий ферзь · d5 білий король · c2 чорний пішак · d2 чорний король | c5 білий ферзь · d5 білий король · c2 чорний пішак · d2 чорний король | 5 |
| 4 | c5 білий ферзь · d5 білий король · c2 чорний пішак · d2 чорний король | c5 білий ферзь · d5 білий король · c2 чорний пішак · d2 чорний король | c5 білий ферзь · d5 білий король · c2 чорний пішак · d2 чорний король | c5 білий ферзь · d5 білий король · c2 чорний пішак · d2 чорний король | c5 білий ферзь · d5 білий король · c2 чорний пішак · d2 чорний король | c5 білий ферзь · d5 білий король · c2 чорний пішак · d2 чорний король | c5 білий ферзь · d5 білий король · c2 чорний пішак · d2 чорний король | c5 білий ферзь · d5 білий король · c2 чорний пішак · d2 чорний король | 4 |
| 3 | c5 білий ферзь · d5 білий король · c2 чорний пішак · d2 чорний король | c5 білий ферзь · d5 білий король · c2 чорний пішак · d2 чорний король | c5 білий ферзь · d5 білий король · c2 чорний пішак · d2 чорний король | c5 білий ферзь · d5 білий король · c2 чорний пішак · d2 чорний король | c5 білий ферзь · d5 білий король · c2 чорний пішак · d2 чорний король | c5 білий ферзь · d5 білий король · c2 чорний пішак · d2 чорний король | c5 білий ферзь · d5 білий король · c2 чорний пішак · d2 чорний король | c5 білий ферзь · d5 білий король · c2 чорний пішак · d2 чорний король | 3 |
| 2 | c5 білий ферзь · d5 білий король · c2 чорний пішак · d2 чорний король | c5 білий ферзь · d5 білий король · c2 чорний пішак · d2 чорний король | c5 білий ферзь · d5 білий король · c2 чорний пішак · d2 чорний король | c5 білий ферзь · d5 білий король · c2 чорний пішак · d2 чорний король | c5 білий ферзь · d5 білий король · c2 чорний пішак · d2 чорний король | c5 білий ферзь · d5 білий король · c2 чорний пішак · d2 чорний король | c5 білий ферзь · d5 білий король · c2 чорний пішак · d2 чорний король | c5 білий ферзь · d5 білий король · c2 чорний пішак · d2 чорний король | 2 |
| 1 | c5 білий ферзь · d5 білий король · c2 чорний пішак · d2 чорний король | c5 білий ферзь · d5 білий король · c2 чорний пішак · d2 чорний король | c5 білий ферзь · d5 білий король · c2 чорний пішак · d2 чорний король | c5 білий ферзь · d5 білий король · c2 чорний пішак · d2 чорний король | c5 білий ферзь · d5 білий король · c2 чорний пішак · d2 чорний король | c5 білий ферзь · d5 білий король · c2 чорний пішак · d2 чорний король | c5 білий ферзь · d5 білий король · c2 чорний пішак · d2 чорний король | c5 білий ферзь · d5 білий король · c2 чорний пішак · d2 чорний король | 1 |
|   | a                                                                     | b                                                                     | c                                                                     | d                                                                     | e                                                                     | f                                                                     | g                                                                     | h                                                                     |   |

|   | a                                                                     | b                                                                     | c                                                                     | d                                                                     | e                                                                     | f                                                                     | g                                                                     | h                                                                     |   |
| 8 | c5 білий ферзь · b4 білий король · b2 чорний король · c2 чорний пішак | c5 білий ферзь · b4 білий король · b2 чорний король · c2 чорний пішак | c5 білий ферзь · b4 білий король · b2 чорний король · c2 чорний пішак | c5 білий ферзь · b4 білий король · b2 чорний король · c2 чорний пішак | c5 білий ферзь · b4 білий король · b2 чорний король · c2 чорний пішак | c5 білий ферзь · b4 білий король · b2 чорний король · c2 чорний пішак | c5 білий ферзь · b4 білий король · b2 чорний король · c2 чорний пішак | c5 білий ферзь · b4 білий король · b2 чорний король · c2 чорний пішак | 8 |
| 7 | c5 білий ферзь · b4 білий король · b2 чорний король · c2 чорний пішак | c5 білий ферзь · b4 білий король · b2 чорний король · c2 чорний пішак | c5 білий ферзь · b4 білий король · b2 чорний король · c2 чорний пішак | c5 білий ферзь · b4 білий король · b2 чорний король · c2 чорний пішак | c5 білий ферзь · b4 білий король · b2 чорний король · c2 чорний пішак | c5 білий ферзь · b4 білий король · b2 чорний король · c2 чорний пішак | c5 білий ферзь · b4 білий король · b2 чорний король · c2 чорний пішак | c5 білий ферзь · b4 білий король · b2 чорний король · c2 чорний пішак | 7 |
| 6 | c5 білий ферзь · b4 білий король · b2 чорний король · c2 чорний пішак | c5 білий ферзь · b4 білий король · b2 чорний король · c2 чорний пішак | c5 білий ферзь · b4 білий король · b2 чорний король · c2 чорний пішак | c5 білий ферзь · b4 білий король · b2 чорний король · c2 чорний пішак | c5 білий ферзь · b4 білий король · b2 чорний король · c2 чорний пішак | c5 білий ферзь · b4 білий король · b2 чорний король · c2 чорний пішак | c5 білий ферзь · b4 білий король · b2 чорний король · c2 чорний пішак | c5 білий ферзь · b4 білий король · b2 чорний король · c2 чорний пішак | 6 |
| 5 | c5 білий ферзь · b4 білий король · b2 чорний король · c2 чорний пішак | c5 білий ферзь · b4 білий король · b2 чорний король · c2 чорний пішак | c5 білий ферзь · b4 білий король · b2 чорний король · c2 чорний пішак | c5 білий ферзь · b4 білий король · b2 чорний король · c2 чорний пішак | c5 білий ферзь · b4 білий король · b2 чорний король · c2 чорний пішак | c5 білий ферзь · b4 білий король · b2 чорний король · c2 чорний пішак | c5 білий ферзь · b4 білий король · b2 чорний король · c2 чорний пішак | c5 білий ферзь · b4 білий король · b2 чорний король · c2 чорний пішак | 5 |
| 4 | c5 білий ферзь · b4 білий король · b2 чорний король · c2 чорний пішак | c5 білий ферзь · b4 білий король · b2 чорний король · c2 чорний пішак | c5 білий ферзь · b4 білий король · b2 чорний король · c2 чорний пішак | c5 білий ферзь · b4 білий король · b2 чорний король · c2 чорний пішак | c5 білий ферзь · b4 білий король · b2 чорний король · c2 чорний пішак | c5 білий ферзь · b4 білий король · b2 чорний король · c2 чорний пішак | c5 білий ферзь · b4 білий король · b2 чорний король · c2 чорний пішак | c5 білий ферзь · b4 білий король · b2 чорний король · c2 чорний пішак | 4 |
| 3 | c5 білий ферзь · b4 білий король · b2 чорний король · c2 чорний пішак | c5 білий ферзь · b4 білий король · b2 чорний король · c2 чорний пішак | c5 білий ферзь · b4 білий король · b2 чорний король · c2 чорний пішак | c5 білий ферзь · b4 білий король · b2 чорний король · c2 чорний пішак | c5 білий ферзь · b4 білий король · b2 чорний король · c2 чорний пішак | c5 білий ферзь · b4 білий король · b2 чорний король · c2 чорний пішак | c5 білий ферзь · b4 білий король · b2 чорний король · c2 чорний пішак | c5 білий ферзь · b4 білий король · b2 чорний король · c2 чорний пішак | 3 |
| 2 | c5 білий ферзь · b4 білий король · b2 чорний король · c2 чорний пішак | c5 білий ферзь · b4 білий король · b2 чорний король · c2 чорний пішак | c5 білий ферзь · b4 білий король · b2 чорний король · c2 чорний пішак | c5 білий ферзь · b4 білий король · b2 чорний король · c2 чорний пішак | c5 білий ферзь · b4 білий король · b2 чорний король · c2 чорний пішак | c5 білий ферзь · b4 білий король · b2 чорний король · c2 чорний пішак | c5 білий ферзь · b4 білий король · b2 чорний король · c2 чорний пішак | c5 білий ферзь · b4 білий король · b2 чорний король · c2 чорний пішак | 2 |
| 1 | c5 білий ферзь · b4 білий король · b2 чорний король · c2 чорний пішак | c5 білий ферзь · b4 білий король · b2 чорний король · c2 чорний пішак | c5 білий ферзь · b4 білий король · b2 чорний король · c2 чорний пішак | c5 білий ферзь · b4 білий король · b2 чорний король · c2 чорний пішак | c5 білий ферзь · b4 білий король · b2 чорний король · c2 чорний пішак | c5 білий ферзь · b4 білий король · b2 чорний король · c2 чорний пішак | c5 білий ферзь · b4 білий король · b2 чорний король · c2 чорний пішак | c5 білий ферзь · b4 білий король · b2 чорний король · c2 чорний пішак | 1 |
|   | a                                                                     | b                                                                     | c                                                                     | d                                                                     | e                                                                     | f                                                                     | g                                                                     | h                                                                     |   |

Приклад 6: 1.Фd4+ Кре2 2.Фс3 Kpd1 3.Фd3+ Kpc1 4.Крс4 Крb2 5.Фd2! Крb1 6.Крb3 c1Ф 7.Фа2#
Приклад 7: 1.Фc3+ Крb1 2.Крb3 c1Ф 3.Фd3+ Крa1 4.Фa6+ і 5.Фа2
|   | a                                                                     | b                                                                     | c                                                                     | d                                                                     | e                                                                     | f                                                                     | g                                                                     | h                                                                     |   |
| 8 | c5 білий ферзь · e5 білий король · c2 чорний пішак · d2 чорний король | c5 білий ферзь · e5 білий король · c2 чорний пішак · d2 чорний король | c5 білий ферзь · e5 білий король · c2 чорний пішак · d2 чорний король | c5 білий ферзь · e5 білий король · c2 чорний пішак · d2 чорний король | c5 білий ферзь · e5 білий король · c2 чорний пішак · d2 чорний король | c5 білий ферзь · e5 білий король · c2 чорний пішак · d2 чорний король | c5 білий ферзь · e5 білий король · c2 чорний пішак · d2 чорний король | c5 білий ферзь · e5 білий король · c2 чорний пішак · d2 чорний король | 8 |
| 7 | c5 білий ферзь · e5 білий король · c2 чорний пішак · d2 чорний король | c5 білий ферзь · e5 білий король · c2 чорний пішак · d2 чорний король | c5 білий ферзь · e5 білий король · c2 чорний пішак · d2 чорний король | c5 білий ферзь · e5 білий король · c2 чорний пішак · d2 чорний король | c5 білий ферзь · e5 білий король · c2 чорний пішак · d2 чорний король | c5 білий ферзь · e5 білий король · c2 чорний пішак · d2 чорний король | c5 білий ферзь · e5 білий король · c2 чорний пішак · d2 чорний король | c5 білий ферзь · e5 білий король · c2 чорний пішак · d2 чорний король | 7 |
| 6 | c5 білий ферзь · e5 білий король · c2 чорний пішак · d2 чорний король | c5 білий ферзь · e5 білий король · c2 чорний пішак · d2 чорний король | c5 білий ферзь · e5 білий король · c2 чорний пішак · d2 чорний король | c5 білий ферзь · e5 білий король · c2 чорний пішак · d2 чорний король | c5 білий ферзь · e5 білий король · c2 чорний пішак · d2 чорний король | c5 білий ферзь · e5 білий король · c2 чорний пішак · d2 чорний король | c5 білий ферзь · e5 білий король · c2 чорний пішак · d2 чорний король | c5 білий ферзь · e5 білий король · c2 чорний пішак · d2 чорний король | 6 |
| 5 | c5 білий ферзь · e5 білий король · c2 чорний пішак · d2 чорний король | c5 білий ферзь · e5 білий король · c2 чорний пішак · d2 чорний король | c5 білий ферзь · e5 білий король · c2 чорний пішак · d2 чорний король | c5 білий ферзь · e5 білий король · c2 чорний пішак · d2 чорний король | c5 білий ферзь · e5 білий король · c2 чорний пішак · d2 чорний король | c5 білий ферзь · e5 білий король · c2 чорний пішак · d2 чорний король | c5 білий ферзь · e5 білий король · c2 чорний пішак · d2 чорний король | c5 білий ферзь · e5 білий король · c2 чорний пішак · d2 чорний король | 5 |
| 4 | c5 білий ферзь · e5 білий король · c2 чорний пішак · d2 чорний король | c5 білий ферзь · e5 білий король · c2 чорний пішак · d2 чорний король | c5 білий ферзь · e5 білий король · c2 чорний пішак · d2 чорний король | c5 білий ферзь · e5 білий король · c2 чорний пішак · d2 чорний король | c5 білий ферзь · e5 білий король · c2 чорний пішак · d2 чорний король | c5 білий ферзь · e5 білий король · c2 чорний пішак · d2 чорний король | c5 білий ферзь · e5 білий король · c2 чорний пішак · d2 чорний король | c5 білий ферзь · e5 білий король · c2 чорний пішак · d2 чорний король | 4 |
| 3 | c5 білий ферзь · e5 білий король · c2 чорний пішак · d2 чорний король | c5 білий ферзь · e5 білий король · c2 чорний пішак · d2 чорний король | c5 білий ферзь · e5 білий король · c2 чорний пішак · d2 чорний король | c5 білий ферзь · e5 білий король · c2 чорний пішак · d2 чорний король | c5 білий ферзь · e5 білий король · c2 чорний пішак · d2 чорний король | c5 білий ферзь · e5 білий король · c2 чорний пішак · d2 чорний король | c5 білий ферзь · e5 білий король · c2 чорний пішак · d2 чорний король | c5 білий ферзь · e5 білий король · c2 чорний пішак · d2 чорний король | 3 |
| 2 | c5 білий ферзь · e5 білий король · c2 чорний пішак · d2 чорний король | c5 білий ферзь · e5 білий король · c2 чорний пішак · d2 чорний король | c5 білий ферзь · e5 білий король · c2 чорний пішак · d2 чорний король | c5 білий ферзь · e5 білий король · c2 чорний пішак · d2 чорний король | c5 білий ферзь · e5 білий король · c2 чорний пішак · d2 чорний король | c5 білий ферзь · e5 білий король · c2 чорний пішак · d2 чорний король | c5 білий ферзь · e5 білий король · c2 чорний пішак · d2 чорний король | c5 білий ферзь · e5 білий король · c2 чорний пішак · d2 чорний король | 2 |
| 1 | c5 білий ферзь · e5 білий король · c2 чорний пішак · d2 чорний король | c5 білий ферзь · e5 білий король · c2 чорний пішак · d2 чорний король | c5 білий ферзь · e5 білий король · c2 чорний пішак · d2 чорний король | c5 білий ферзь · e5 білий король · c2 чорний пішак · d2 чорний король | c5 білий ферзь · e5 білий король · c2 чорний пішак · d2 чорний король | c5 білий ферзь · e5 білий король · c2 чорний пішак · d2 чорний король | c5 білий ферзь · e5 білий король · c2 чорний пішак · d2 чорний король | c5 білий ферзь · e5 білий король · c2 чорний пішак · d2 чорний король | 1 |
|   | a                                                                     | b                                                                     | c                                                                     | d                                                                     | e                                                                     | f                                                                     | g                                                                     | h                                                                     |   |

|   | a                                                                     | b                                                                     | c                                                                     | d                                                                     | e                                                                     | f                                                                     | g                                                                     | h                                                                     |   |
| 8 | c5 білий ферзь · d5 білий король · b2 чорний король · c2 чорний пішак | c5 білий ферзь · d5 білий король · b2 чорний король · c2 чорний пішак | c5 білий ферзь · d5 білий король · b2 чорний король · c2 чорний пішак | c5 білий ферзь · d5 білий король · b2 чорний король · c2 чорний пішак | c5 білий ферзь · d5 білий король · b2 чорний король · c2 чорний пішак | c5 білий ферзь · d5 білий король · b2 чорний король · c2 чорний пішак | c5 білий ферзь · d5 білий король · b2 чорний король · c2 чорний пішак | c5 білий ферзь · d5 білий король · b2 чорний король · c2 чорний пішак | 8 |
| 7 | c5 білий ферзь · d5 білий король · b2 чорний король · c2 чорний пішак | c5 білий ферзь · d5 білий король · b2 чорний король · c2 чорний пішак | c5 білий ферзь · d5 білий король · b2 чорний король · c2 чорний пішак | c5 білий ферзь · d5 білий король · b2 чорний король · c2 чорний пішак | c5 білий ферзь · d5 білий король · b2 чорний король · c2 чорний пішак | c5 білий ферзь · d5 білий король · b2 чорний король · c2 чорний пішак | c5 білий ферзь · d5 білий король · b2 чорний король · c2 чорний пішак | c5 білий ферзь · d5 білий король · b2 чорний король · c2 чорний пішак | 7 |
| 6 | c5 білий ферзь · d5 білий король · b2 чорний король · c2 чорний пішак | c5 білий ферзь · d5 білий король · b2 чорний король · c2 чорний пішак | c5 білий ферзь · d5 білий король · b2 чорний король · c2 чорний пішак | c5 білий ферзь · d5 білий король · b2 чорний король · c2 чорний пішак | c5 білий ферзь · d5 білий король · b2 чорний король · c2 чорний пішак | c5 білий ферзь · d5 білий король · b2 чорний король · c2 чорний пішак | c5 білий ферзь · d5 білий король · b2 чорний король · c2 чорний пішак | c5 білий ферзь · d5 білий король · b2 чорний король · c2 чорний пішак | 6 |
| 5 | c5 білий ферзь · d5 білий король · b2 чорний король · c2 чорний пішак | c5 білий ферзь · d5 білий король · b2 чорний король · c2 чорний пішак | c5 білий ферзь · d5 білий король · b2 чорний король · c2 чорний пішак | c5 білий ферзь · d5 білий король · b2 чорний король · c2 чорний пішак | c5 білий ферзь · d5 білий король · b2 чорний король · c2 чорний пішак | c5 білий ферзь · d5 білий король · b2 чорний король · c2 чорний пішак | c5 білий ферзь · d5 білий король · b2 чорний король · c2 чорний пішак | c5 білий ферзь · d5 білий король · b2 чорний король · c2 чорний пішак | 5 |
| 4 | c5 білий ферзь · d5 білий король · b2 чорний король · c2 чорний пішак | c5 білий ферзь · d5 білий король · b2 чорний король · c2 чорний пішак | c5 білий ферзь · d5 білий король · b2 чорний король · c2 чорний пішак | c5 білий ферзь · d5 білий король · b2 чорний король · c2 чорний пішак | c5 білий ферзь · d5 білий король · b2 чорний король · c2 чорний пішак | c5 білий ферзь · d5 білий король · b2 чорний король · c2 чорний пішак | c5 білий ферзь · d5 білий король · b2 чорний король · c2 чорний пішак | c5 білий ферзь · d5 білий король · b2 чорний король · c2 чорний пішак | 4 |
| 3 | c5 білий ферзь · d5 білий король · b2 чорний король · c2 чорний пішак | c5 білий ферзь · d5 білий король · b2 чорний король · c2 чорний пішак | c5 білий ферзь · d5 білий король · b2 чорний король · c2 чорний пішак | c5 білий ферзь · d5 білий король · b2 чорний король · c2 чорний пішак | c5 білий ферзь · d5 білий король · b2 чорний король · c2 чорний пішак | c5 білий ферзь · d5 білий король · b2 чорний король · c2 чорний пішак | c5 білий ферзь · d5 білий король · b2 чорний король · c2 чорний пішак | c5 білий ферзь · d5 білий король · b2 чорний король · c2 чорний пішак | 3 |
| 2 | c5 білий ферзь · d5 білий король · b2 чорний король · c2 чорний пішак | c5 білий ферзь · d5 білий король · b2 чорний король · c2 чорний пішак | c5 білий ферзь · d5 білий король · b2 чорний король · c2 чорний пішак | c5 білий ферзь · d5 білий король · b2 чорний король · c2 чорний пішак | c5 білий ферзь · d5 білий король · b2 чорний король · c2 чорний пішак | c5 білий ферзь · d5 білий король · b2 чорний король · c2 чорний пішак | c5 білий ферзь · d5 білий король · b2 чорний король · c2 чорний пішак | c5 білий ферзь · d5 білий король · b2 чорний король · c2 чорний пішак | 2 |
| 1 | c5 білий ферзь · d5 білий король · b2 чорний король · c2 чорний пішак | c5 білий ферзь · d5 білий король · b2 чорний король · c2 чорний пішак | c5 білий ферзь · d5 білий король · b2 чорний король · c2 чорний пішак | c5 білий ферзь · d5 білий король · b2 чорний король · c2 чорний пішак | c5 білий ферзь · d5 білий король · b2 чорний король · c2 чорний пішак | c5 білий ферзь · d5 білий король · b2 чорний король · c2 чорний пішак | c5 білий ферзь · d5 білий король · b2 чорний король · c2 чорний пішак | c5 білий ферзь · d5 білий король · b2 чорний король · c2 чорний пішак | 1 |
|   | a                                                                     | b                                                                     | c                                                                     | d                                                                     | e                                                                     | f                                                                     | g                                                                     | h                                                                     |   |

Приклад 8: При розташуванні білого короля поза зоною, наприклад на е5, чорні рятуються: 1.Фd4+ Кре2 2.Фс3 Kpd1 3.Фd3+ Kpc1 4.Kpd4 Kpb2 5.Фd2 Крb1! або 5.Фе2 Kpa1!
Приклад 9: 1.Фb4+ Крa2 2.Фc3 Крb1 3.Фb3+ Крa1! і нічия.
|   | a                                                                     | b                                                                     | c                                                                     | d                                                                     | e                                                                     | f                                                                     | g                                                                     | h                                                                     |   |
| 8 | c5 білий ферзь · e5 білий король · d3 чорний король · c2 чорний пішак | c5 білий ферзь · e5 білий король · d3 чорний король · c2 чорний пішак | c5 білий ферзь · e5 білий король · d3 чорний король · c2 чорний пішак | c5 білий ферзь · e5 білий король · d3 чорний король · c2 чорний пішак | c5 білий ферзь · e5 білий король · d3 чорний король · c2 чорний пішак | c5 білий ферзь · e5 білий король · d3 чорний король · c2 чорний пішак | c5 білий ферзь · e5 білий король · d3 чорний король · c2 чорний пішак | c5 білий ферзь · e5 білий король · d3 чорний король · c2 чорний пішак | 8 |
| 7 | c5 білий ферзь · e5 білий король · d3 чорний король · c2 чорний пішак | c5 білий ферзь · e5 білий король · d3 чорний король · c2 чорний пішак | c5 білий ферзь · e5 білий король · d3 чорний король · c2 чорний пішак | c5 білий ферзь · e5 білий король · d3 чорний король · c2 чорний пішак | c5 білий ферзь · e5 білий король · d3 чорний король · c2 чорний пішак | c5 білий ферзь · e5 білий король · d3 чорний король · c2 чорний пішак | c5 білий ферзь · e5 білий король · d3 чорний король · c2 чорний пішак | c5 білий ферзь · e5 білий король · d3 чорний король · c2 чорний пішак | 7 |
| 6 | c5 білий ферзь · e5 білий король · d3 чорний король · c2 чорний пішак | c5 білий ферзь · e5 білий король · d3 чорний король · c2 чорний пішак | c5 білий ферзь · e5 білий король · d3 чорний король · c2 чорний пішак | c5 білий ферзь · e5 білий король · d3 чорний король · c2 чорний пішак | c5 білий ферзь · e5 білий король · d3 чорний король · c2 чорний пішак | c5 білий ферзь · e5 білий король · d3 чорний король · c2 чорний пішак | c5 білий ферзь · e5 білий король · d3 чорний король · c2 чорний пішак | c5 білий ферзь · e5 білий король · d3 чорний король · c2 чорний пішак | 6 |
| 5 | c5 білий ферзь · e5 білий король · d3 чорний король · c2 чорний пішак | c5 білий ферзь · e5 білий король · d3 чорний король · c2 чорний пішак | c5 білий ферзь · e5 білий король · d3 чорний король · c2 чорний пішак | c5 білий ферзь · e5 білий король · d3 чорний король · c2 чорний пішак | c5 білий ферзь · e5 білий король · d3 чорний король · c2 чорний пішак | c5 білий ферзь · e5 білий король · d3 чорний король · c2 чорний пішак | c5 білий ферзь · e5 білий король · d3 чорний король · c2 чорний пішак | c5 білий ферзь · e5 білий король · d3 чорний король · c2 чорний пішак | 5 |
| 4 | c5 білий ферзь · e5 білий король · d3 чорний король · c2 чорний пішак | c5 білий ферзь · e5 білий король · d3 чорний король · c2 чорний пішак | c5 білий ферзь · e5 білий король · d3 чорний король · c2 чорний пішак | c5 білий ферзь · e5 білий король · d3 чорний король · c2 чорний пішак | c5 білий ферзь · e5 білий король · d3 чорний король · c2 чорний пішак | c5 білий ферзь · e5 білий король · d3 чорний король · c2 чорний пішак | c5 білий ферзь · e5 білий король · d3 чорний король · c2 чорний пішак | c5 білий ферзь · e5 білий король · d3 чорний король · c2 чорний пішак | 4 |
| 3 | c5 білий ферзь · e5 білий король · d3 чорний король · c2 чорний пішак | c5 білий ферзь · e5 білий король · d3 чорний король · c2 чорний пішак | c5 білий ферзь · e5 білий король · d3 чорний король · c2 чорний пішак | c5 білий ферзь · e5 білий король · d3 чорний король · c2 чорний пішак | c5 білий ферзь · e5 білий король · d3 чорний король · c2 чорний пішак | c5 білий ферзь · e5 білий король · d3 чорний король · c2 чорний пішак | c5 білий ферзь · e5 білий король · d3 чорний король · c2 чорний пішак | c5 білий ферзь · e5 білий король · d3 чорний король · c2 чорний пішак | 3 |
| 2 | c5 білий ферзь · e5 білий король · d3 чорний король · c2 чорний пішак | c5 білий ферзь · e5 білий король · d3 чорний король · c2 чорний пішак | c5 білий ферзь · e5 білий король · d3 чорний король · c2 чорний пішак | c5 білий ферзь · e5 білий король · d3 чорний король · c2 чорний пішак | c5 білий ферзь · e5 білий король · d3 чорний король · c2 чорний пішак | c5 білий ферзь · e5 білий король · d3 чорний король · c2 чорний пішак | c5 білий ферзь · e5 білий король · d3 чорний король · c2 чорний пішак | c5 білий ферзь · e5 білий король · d3 чорний король · c2 чорний пішак | 2 |
| 1 | c5 білий ферзь · e5 білий король · d3 чорний король · c2 чорний пішак | c5 білий ферзь · e5 білий король · d3 чорний король · c2 чорний пішак | c5 білий ферзь · e5 білий король · d3 чорний король · c2 чорний пішак | c5 білий ферзь · e5 білий король · d3 чорний король · c2 чорний пішак | c5 білий ферзь · e5 білий король · d3 чорний король · c2 чорний пішак | c5 білий ферзь · e5 білий король · d3 чорний король · c2 чорний пішак | c5 білий ферзь · e5 білий король · d3 чорний король · c2 чорний пішак | c5 білий ферзь · e5 білий король · d3 чорний король · c2 чорний пішак | 1 |
|   | a                                                                     | b                                                                     | c                                                                     | d                                                                     | e                                                                     | f                                                                     | g                                                                     | h                                                                     |   |

Приклад 10: 1.Фd5+ Крe3 (1. … Крc3 2.Фd4+ Крb3 3.Фa1) 2.Фb3+ Крd2 3.Фa2! Крd1 (3. … Крd3 4.Фb2 Крd2 5.Крd4 з виграшем) 4.Крd4! c1Ф 5.Крd3 і білі виграють.
|   | a                                                                     | b                                                                     | c                                                                     | d                                                                     | e                                                                     | f                                                                     | g                                                                     | h                                                                     |   |
| 8 | g7 білий король · h7 білий ферзь · c3 чорний пішак · a1 чорний король | g7 білий король · h7 білий ферзь · c3 чорний пішак · a1 чорний король | g7 білий король · h7 білий ферзь · c3 чорний пішак · a1 чорний король | g7 білий король · h7 білий ферзь · c3 чорний пішак · a1 чорний король | g7 білий король · h7 білий ферзь · c3 чорний пішак · a1 чорний король | g7 білий король · h7 білий ферзь · c3 чорний пішак · a1 чорний король | g7 білий король · h7 білий ферзь · c3 чорний пішак · a1 чорний король | g7 білий король · h7 білий ферзь · c3 чорний пішак · a1 чорний король | 8 |
| 7 | g7 білий король · h7 білий ферзь · c3 чорний пішак · a1 чорний король | g7 білий король · h7 білий ферзь · c3 чорний пішак · a1 чорний король | g7 білий король · h7 білий ферзь · c3 чорний пішак · a1 чорний король | g7 білий король · h7 білий ферзь · c3 чорний пішак · a1 чорний король | g7 білий король · h7 білий ферзь · c3 чорний пішак · a1 чорний король | g7 білий король · h7 білий ферзь · c3 чорний пішак · a1 чорний король | g7 білий король · h7 білий ферзь · c3 чорний пішак · a1 чорний король | g7 білий король · h7 білий ферзь · c3 чорний пішак · a1 чорний король | 7 |
| 6 | g7 білий король · h7 білий ферзь · c3 чорний пішак · a1 чорний король | g7 білий король · h7 білий ферзь · c3 чорний пішак · a1 чорний король | g7 білий король · h7 білий ферзь · c3 чорний пішак · a1 чорний король | g7 білий король · h7 білий ферзь · c3 чорний пішак · a1 чорний король | g7 білий король · h7 білий ферзь · c3 чорний пішак · a1 чорний король | g7 білий король · h7 білий ферзь · c3 чорний пішак · a1 чорний король | g7 білий король · h7 білий ферзь · c3 чорний пішак · a1 чорний король | g7 білий король · h7 білий ферзь · c3 чорний пішак · a1 чорний король | 6 |
| 5 | g7 білий король · h7 білий ферзь · c3 чорний пішак · a1 чорний король | g7 білий король · h7 білий ферзь · c3 чорний пішак · a1 чорний король | g7 білий король · h7 білий ферзь · c3 чорний пішак · a1 чорний король | g7 білий король · h7 білий ферзь · c3 чорний пішак · a1 чорний король | g7 білий король · h7 білий ферзь · c3 чорний пішак · a1 чорний король | g7 білий король · h7 білий ферзь · c3 чорний пішак · a1 чорний король | g7 білий король · h7 білий ферзь · c3 чорний пішак · a1 чорний король | g7 білий король · h7 білий ферзь · c3 чорний пішак · a1 чорний король | 5 |
| 4 | g7 білий король · h7 білий ферзь · c3 чорний пішак · a1 чорний король | g7 білий король · h7 білий ферзь · c3 чорний пішак · a1 чорний король | g7 білий король · h7 білий ферзь · c3 чорний пішак · a1 чорний король | g7 білий король · h7 білий ферзь · c3 чорний пішак · a1 чорний король | g7 білий король · h7 білий ферзь · c3 чорний пішак · a1 чорний король | g7 білий король · h7 білий ферзь · c3 чорний пішак · a1 чорний король | g7 білий король · h7 білий ферзь · c3 чорний пішак · a1 чорний король | g7 білий король · h7 білий ферзь · c3 чорний пішак · a1 чорний король | 4 |
| 3 | g7 білий король · h7 білий ферзь · c3 чорний пішак · a1 чорний король | g7 білий король · h7 білий ферзь · c3 чорний пішак · a1 чорний король | g7 білий король · h7 білий ферзь · c3 чорний пішак · a1 чорний король | g7 білий король · h7 білий ферзь · c3 чорний пішак · a1 чорний король | g7 білий король · h7 білий ферзь · c3 чорний пішак · a1 чорний король | g7 білий король · h7 білий ферзь · c3 чорний пішак · a1 чорний король | g7 білий король · h7 білий ферзь · c3 чорний пішак · a1 чорний король | g7 білий король · h7 білий ферзь · c3 чорний пішак · a1 чорний король | 3 |
| 2 | g7 білий король · h7 білий ферзь · c3 чорний пішак · a1 чорний король | g7 білий король · h7 білий ферзь · c3 чорний пішак · a1 чорний король | g7 білий король · h7 білий ферзь · c3 чорний пішак · a1 чорний король | g7 білий король · h7 білий ферзь · c3 чорний пішак · a1 чорний король | g7 білий король · h7 білий ферзь · c3 чорний пішак · a1 чорний король | g7 білий король · h7 білий ферзь · c3 чорний пішак · a1 чорний король | g7 білий король · h7 білий ферзь · c3 чорний пішак · a1 чорний король | g7 білий король · h7 білий ферзь · c3 чорний пішак · a1 чорний король | 2 |
| 1 | g7 білий король · h7 білий ферзь · c3 чорний пішак · a1 чорний король | g7 білий король · h7 білий ферзь · c3 чорний пішак · a1 чорний король | g7 білий король · h7 білий ферзь · c3 чорний пішак · a1 чорний король | g7 білий король · h7 білий ферзь · c3 чорний пішак · a1 чорний король | g7 білий король · h7 білий ферзь · c3 чорний пішак · a1 чорний король | g7 білий король · h7 білий ферзь · c3 чорний пішак · a1 чорний король | g7 білий король · h7 білий ферзь · c3 чорний пішак · a1 чорний король | g7 білий король · h7 білий ферзь · c3 чорний пішак · a1 чорний король | 1 |
|   | a                                                                     | b                                                                     | c                                                                     | d                                                                     | e                                                                     | f                                                                     | g                                                                     | h                                                                     |   |

При розташуванні пішака на 3-ій горизонталі завдання білих є значно простішим. Лише у виключних випадках від них вимагається точна гра.
Приклад 11: Невдале розташування короля білих, сковує дії ферзя, заставляє їх бути обережними. Нічого не дає 1.Фh1+ Крb2 2.Фb7+ Kpc1! 3.Kpf6 c2 4.Кре5 Kpd1 5.Фd5+! Kpe1 (програє 5. … Kpc1 6.Фа2 Kpd1 7.Kpd4 с! Ф 8.Kpd3 або 5. … Kpe2 6.Фа2 Kpd3 7.Фb2 Kpd2 8.Kpd4 Kpd1 9.Kpd3) 6.Фа5+ Kpd1 7.Фа4 Kpd2 8.Фа2 Крс3! з нічиєю. Білі виграють, покращуючи позицію ферзя ходом1.Фh6!, і якщо 1. … Крb2, то 2.Фf6 з наступним наближенням ферзя і короля.
|   | a                                                                     | b                                                                     | c                                                                     | d                                                                     | e                                                                     | f                                                                     | g                                                                     | h                                                                     |   |
| 8 | b7 білий ферзь · g7 білий король · c3 чорний пішак · c1 чорний король | b7 білий ферзь · g7 білий король · c3 чорний пішак · c1 чорний король | b7 білий ферзь · g7 білий король · c3 чорний пішак · c1 чорний король | b7 білий ферзь · g7 білий король · c3 чорний пішак · c1 чорний король | b7 білий ферзь · g7 білий король · c3 чорний пішак · c1 чорний король | b7 білий ферзь · g7 білий король · c3 чорний пішак · c1 чорний король | b7 білий ферзь · g7 білий король · c3 чорний пішак · c1 чорний король | b7 білий ферзь · g7 білий король · c3 чорний пішак · c1 чорний король | 8 |
| 7 | b7 білий ферзь · g7 білий король · c3 чорний пішак · c1 чорний король | b7 білий ферзь · g7 білий король · c3 чорний пішак · c1 чорний король | b7 білий ферзь · g7 білий король · c3 чорний пішак · c1 чорний король | b7 білий ферзь · g7 білий король · c3 чорний пішак · c1 чорний король | b7 білий ферзь · g7 білий король · c3 чорний пішак · c1 чорний король | b7 білий ферзь · g7 білий король · c3 чорний пішак · c1 чорний король | b7 білий ферзь · g7 білий король · c3 чорний пішак · c1 чорний король | b7 білий ферзь · g7 білий король · c3 чорний пішак · c1 чорний король | 7 |
| 6 | b7 білий ферзь · g7 білий король · c3 чорний пішак · c1 чорний король | b7 білий ферзь · g7 білий король · c3 чорний пішак · c1 чорний король | b7 білий ферзь · g7 білий король · c3 чорний пішак · c1 чорний король | b7 білий ферзь · g7 білий король · c3 чорний пішак · c1 чорний король | b7 білий ферзь · g7 білий король · c3 чорний пішак · c1 чорний король | b7 білий ферзь · g7 білий король · c3 чорний пішак · c1 чорний король | b7 білий ферзь · g7 білий король · c3 чорний пішак · c1 чорний король | b7 білий ферзь · g7 білий король · c3 чорний пішак · c1 чорний король | 6 |
| 5 | b7 білий ферзь · g7 білий король · c3 чорний пішак · c1 чорний король | b7 білий ферзь · g7 білий король · c3 чорний пішак · c1 чорний король | b7 білий ферзь · g7 білий король · c3 чорний пішак · c1 чорний король | b7 білий ферзь · g7 білий король · c3 чорний пішак · c1 чорний король | b7 білий ферзь · g7 білий король · c3 чорний пішак · c1 чорний король | b7 білий ферзь · g7 білий король · c3 чорний пішак · c1 чорний король | b7 білий ферзь · g7 білий король · c3 чорний пішак · c1 чорний король | b7 білий ферзь · g7 білий король · c3 чорний пішак · c1 чорний король | 5 |
| 4 | b7 білий ферзь · g7 білий король · c3 чорний пішак · c1 чорний король | b7 білий ферзь · g7 білий король · c3 чорний пішак · c1 чорний король | b7 білий ферзь · g7 білий король · c3 чорний пішак · c1 чорний король | b7 білий ферзь · g7 білий король · c3 чорний пішак · c1 чорний король | b7 білий ферзь · g7 білий король · c3 чорний пішак · c1 чорний король | b7 білий ферзь · g7 білий король · c3 чорний пішак · c1 чорний король | b7 білий ферзь · g7 білий король · c3 чорний пішак · c1 чорний король | b7 білий ферзь · g7 білий король · c3 чорний пішак · c1 чорний король | 4 |
| 3 | b7 білий ферзь · g7 білий король · c3 чорний пішак · c1 чорний король | b7 білий ферзь · g7 білий король · c3 чорний пішак · c1 чорний король | b7 білий ферзь · g7 білий король · c3 чорний пішак · c1 чорний король | b7 білий ферзь · g7 білий король · c3 чорний пішак · c1 чорний король | b7 білий ферзь · g7 білий король · c3 чорний пішак · c1 чорний король | b7 білий ферзь · g7 білий король · c3 чорний пішак · c1 чорний король | b7 білий ферзь · g7 білий король · c3 чорний пішак · c1 чорний король | b7 білий ферзь · g7 білий король · c3 чорний пішак · c1 чорний король | 3 |
| 2 | b7 білий ферзь · g7 білий король · c3 чорний пішак · c1 чорний король | b7 білий ферзь · g7 білий король · c3 чорний пішак · c1 чорний король | b7 білий ферзь · g7 білий король · c3 чорний пішак · c1 чорний король | b7 білий ферзь · g7 білий король · c3 чорний пішак · c1 чорний король | b7 білий ферзь · g7 білий король · c3 чорний пішак · c1 чорний король | b7 білий ферзь · g7 білий король · c3 чорний пішак · c1 чорний король | b7 білий ферзь · g7 білий король · c3 чорний пішак · c1 чорний король | b7 білий ферзь · g7 білий король · c3 чорний пішак · c1 чорний король | 2 |
| 1 | b7 білий ферзь · g7 білий король · c3 чорний пішак · c1 чорний король | b7 білий ферзь · g7 білий король · c3 чорний пішак · c1 чорний король | b7 білий ферзь · g7 білий король · c3 чорний пішак · c1 чорний король | b7 білий ферзь · g7 білий король · c3 чорний пішак · c1 чорний король | b7 білий ферзь · g7 білий король · c3 чорний пішак · c1 чорний король | b7 білий ферзь · g7 білий король · c3 чорний пішак · c1 чорний король | b7 білий ферзь · g7 білий король · c3 чорний пішак · c1 чорний король | b7 білий ферзь · g7 білий король · c3 чорний пішак · c1 чорний король | 1 |
|   | a                                                                     | b                                                                     | c                                                                     | d                                                                     | e                                                                     | f                                                                     | g                                                                     | h                                                                     |   |

Відомо і декілька нічийних позицій зі слоновим пішаком на 3-ій горизонталі. Нічия обумовлюється тим, що білі фігури заважають одна одній у боротьбі з пішаком. Коли він досягає передостанньої горизонталі, король білих виявляється поза виграшною зоною.
Приклад 12: 1.Фh1+ Крb2! 2.Фb7+ Kpc1! або 1.Крf6 c2 2.Kpe5 Крd1 3.Фb3 Крd2 4.Фa2 Крc3! (4. … Крd1 5.Крd4 c1Ф 6.Крd3). При королі білих на f7, вони перемагають після: 1.Фh1+ Крb2 2.Фh8+ Крc2 (2. … Крb3 3.Крe6 c2 4.Фa1!) 3.Крe6 Крd2 4.Фd4+ Крc2 5.Крd5 Крb3 6.Крc5 і так далі.
|   | a                                                                     | b                                                                     | c                                                                     | d                                                                     | e                                                                     | f                                                                     | g                                                                     | h                                                                     |   |
| 8 | c8 білий ферзь · e7 білий король · c3 чорний пішак · c2 чорний король | c8 білий ферзь · e7 білий король · c3 чорний пішак · c2 чорний король | c8 білий ферзь · e7 білий король · c3 чорний пішак · c2 чорний король | c8 білий ферзь · e7 білий король · c3 чорний пішак · c2 чорний король | c8 білий ферзь · e7 білий король · c3 чорний пішак · c2 чорний король | c8 білий ферзь · e7 білий король · c3 чорний пішак · c2 чорний король | c8 білий ферзь · e7 білий король · c3 чорний пішак · c2 чорний король | c8 білий ферзь · e7 білий король · c3 чорний пішак · c2 чорний король | 8 |
| 7 | c8 білий ферзь · e7 білий король · c3 чорний пішак · c2 чорний король | c8 білий ферзь · e7 білий король · c3 чорний пішак · c2 чорний король | c8 білий ферзь · e7 білий король · c3 чорний пішак · c2 чорний король | c8 білий ферзь · e7 білий король · c3 чорний пішак · c2 чорний король | c8 білий ферзь · e7 білий король · c3 чорний пішак · c2 чорний король | c8 білий ферзь · e7 білий король · c3 чорний пішак · c2 чорний король | c8 білий ферзь · e7 білий король · c3 чорний пішак · c2 чорний король | c8 білий ферзь · e7 білий король · c3 чорний пішак · c2 чорний король | 7 |
| 6 | c8 білий ферзь · e7 білий король · c3 чорний пішак · c2 чорний король | c8 білий ферзь · e7 білий король · c3 чорний пішак · c2 чорний король | c8 білий ферзь · e7 білий король · c3 чорний пішак · c2 чорний король | c8 білий ферзь · e7 білий король · c3 чорний пішак · c2 чорний король | c8 білий ферзь · e7 білий король · c3 чорний пішак · c2 чорний король | c8 білий ферзь · e7 білий король · c3 чорний пішак · c2 чорний король | c8 білий ферзь · e7 білий король · c3 чорний пішак · c2 чорний король | c8 білий ферзь · e7 білий король · c3 чорний пішак · c2 чорний король | 6 |
| 5 | c8 білий ферзь · e7 білий король · c3 чорний пішак · c2 чорний король | c8 білий ферзь · e7 білий король · c3 чорний пішак · c2 чорний король | c8 білий ферзь · e7 білий король · c3 чорний пішак · c2 чорний король | c8 білий ферзь · e7 білий король · c3 чорний пішак · c2 чорний король | c8 білий ферзь · e7 білий король · c3 чорний пішак · c2 чорний король | c8 білий ферзь · e7 білий король · c3 чорний пішак · c2 чорний король | c8 білий ферзь · e7 білий король · c3 чорний пішак · c2 чорний король | c8 білий ферзь · e7 білий король · c3 чорний пішак · c2 чорний король | 5 |
| 4 | c8 білий ферзь · e7 білий король · c3 чорний пішак · c2 чорний король | c8 білий ферзь · e7 білий король · c3 чорний пішак · c2 чорний король | c8 білий ферзь · e7 білий король · c3 чорний пішак · c2 чорний король | c8 білий ферзь · e7 білий король · c3 чорний пішак · c2 чорний король | c8 білий ферзь · e7 білий король · c3 чорний пішак · c2 чорний король | c8 білий ферзь · e7 білий король · c3 чорний пішак · c2 чорний король | c8 білий ферзь · e7 білий король · c3 чорний пішак · c2 чорний король | c8 білий ферзь · e7 білий король · c3 чорний пішак · c2 чорний король | 4 |
| 3 | c8 білий ферзь · e7 білий король · c3 чорний пішак · c2 чорний король | c8 білий ферзь · e7 білий король · c3 чорний пішак · c2 чорний король | c8 білий ферзь · e7 білий король · c3 чорний пішак · c2 чорний король | c8 білий ферзь · e7 білий король · c3 чорний пішак · c2 чорний король | c8 білий ферзь · e7 білий король · c3 чорний пішак · c2 чорний король | c8 білий ферзь · e7 білий король · c3 чорний пішак · c2 чорний король | c8 білий ферзь · e7 білий король · c3 чорний пішак · c2 чорний король | c8 білий ферзь · e7 білий король · c3 чорний пішак · c2 чорний король | 3 |
| 2 | c8 білий ферзь · e7 білий король · c3 чорний пішак · c2 чорний король | c8 білий ферзь · e7 білий король · c3 чорний пішак · c2 чорний король | c8 білий ферзь · e7 білий король · c3 чорний пішак · c2 чорний король | c8 білий ферзь · e7 білий король · c3 чорний пішак · c2 чорний король | c8 білий ферзь · e7 білий король · c3 чорний пішак · c2 чорний король | c8 білий ферзь · e7 білий король · c3 чорний пішак · c2 чорний король | c8 білий ферзь · e7 білий король · c3 чорний пішак · c2 чорний король | c8 білий ферзь · e7 білий король · c3 чорний пішак · c2 чорний король | 2 |
| 1 | c8 білий ферзь · e7 білий король · c3 чорний пішак · c2 чорний король | c8 білий ферзь · e7 білий король · c3 чорний пішак · c2 чорний король | c8 білий ферзь · e7 білий король · c3 чорний пішак · c2 чорний король | c8 білий ферзь · e7 білий король · c3 чорний пішак · c2 чорний король | c8 білий ферзь · e7 білий король · c3 чорний пішак · c2 чорний король | c8 білий ферзь · e7 білий король · c3 чорний пішак · c2 чорний король | c8 білий ферзь · e7 білий король · c3 чорний пішак · c2 чорний король | c8 білий ферзь · e7 білий король · c3 чорний пішак · c2 чорний король | 1 |
|   | a                                                                     | b                                                                     | c                                                                     | d                                                                     | e                                                                     | f                                                                     | g                                                                     | h                                                                     |   |

|   | a                                                                     | b                                                                     | c                                                                     | d                                                                     | e                                                                     | f                                                                     | g                                                                     | h                                                                     |   |
| 8 | d8 білий ферзь · c6 білий король · f3 чорний пішак · e2 чорний король | d8 білий ферзь · c6 білий король · f3 чорний пішак · e2 чорний король | d8 білий ферзь · c6 білий король · f3 чорний пішак · e2 чорний король | d8 білий ферзь · c6 білий король · f3 чорний пішак · e2 чорний король | d8 білий ферзь · c6 білий король · f3 чорний пішак · e2 чорний король | d8 білий ферзь · c6 білий король · f3 чорний пішак · e2 чорний король | d8 білий ферзь · c6 білий король · f3 чорний пішак · e2 чорний король | d8 білий ферзь · c6 білий король · f3 чорний пішак · e2 чорний король | 8 |
| 7 | d8 білий ферзь · c6 білий король · f3 чорний пішак · e2 чорний король | d8 білий ферзь · c6 білий король · f3 чорний пішак · e2 чорний король | d8 білий ферзь · c6 білий король · f3 чорний пішак · e2 чорний король | d8 білий ферзь · c6 білий король · f3 чорний пішак · e2 чорний король | d8 білий ферзь · c6 білий король · f3 чорний пішак · e2 чорний король | d8 білий ферзь · c6 білий король · f3 чорний пішак · e2 чорний король | d8 білий ферзь · c6 білий король · f3 чорний пішак · e2 чорний король | d8 білий ферзь · c6 білий король · f3 чорний пішак · e2 чорний король | 7 |
| 6 | d8 білий ферзь · c6 білий король · f3 чорний пішак · e2 чорний король | d8 білий ферзь · c6 білий король · f3 чорний пішак · e2 чорний король | d8 білий ферзь · c6 білий король · f3 чорний пішак · e2 чорний король | d8 білий ферзь · c6 білий король · f3 чорний пішак · e2 чорний король | d8 білий ферзь · c6 білий король · f3 чорний пішак · e2 чорний король | d8 білий ферзь · c6 білий король · f3 чорний пішак · e2 чорний король | d8 білий ферзь · c6 білий король · f3 чорний пішак · e2 чорний король | d8 білий ферзь · c6 білий король · f3 чорний пішак · e2 чорний король | 6 |
| 5 | d8 білий ферзь · c6 білий король · f3 чорний пішак · e2 чорний король | d8 білий ферзь · c6 білий король · f3 чорний пішак · e2 чорний король | d8 білий ферзь · c6 білий король · f3 чорний пішак · e2 чорний король | d8 білий ферзь · c6 білий король · f3 чорний пішак · e2 чорний король | d8 білий ферзь · c6 білий король · f3 чорний пішак · e2 чорний король | d8 білий ферзь · c6 білий король · f3 чорний пішак · e2 чорний король | d8 білий ферзь · c6 білий король · f3 чорний пішак · e2 чорний король | d8 білий ферзь · c6 білий король · f3 чорний пішак · e2 чорний король | 5 |
| 4 | d8 білий ферзь · c6 білий король · f3 чорний пішак · e2 чорний король | d8 білий ферзь · c6 білий король · f3 чорний пішак · e2 чорний король | d8 білий ферзь · c6 білий король · f3 чорний пішак · e2 чорний король | d8 білий ферзь · c6 білий король · f3 чорний пішак · e2 чорний король | d8 білий ферзь · c6 білий король · f3 чорний пішак · e2 чорний король | d8 білий ферзь · c6 білий король · f3 чорний пішак · e2 чорний король | d8 білий ферзь · c6 білий король · f3 чорний пішак · e2 чорний король | d8 білий ферзь · c6 білий король · f3 чорний пішак · e2 чорний король | 4 |
| 3 | d8 білий ферзь · c6 білий король · f3 чорний пішак · e2 чорний король | d8 білий ферзь · c6 білий король · f3 чорний пішак · e2 чорний король | d8 білий ферзь · c6 білий король · f3 чорний пішак · e2 чорний король | d8 білий ферзь · c6 білий король · f3 чорний пішак · e2 чорний король | d8 білий ферзь · c6 білий король · f3 чорний пішак · e2 чорний король | d8 білий ферзь · c6 білий король · f3 чорний пішак · e2 чорний король | d8 білий ферзь · c6 білий король · f3 чорний пішак · e2 чорний король | d8 білий ферзь · c6 білий король · f3 чорний пішак · e2 чорний король | 3 |
| 2 | d8 білий ферзь · c6 білий король · f3 чорний пішак · e2 чорний король | d8 білий ферзь · c6 білий король · f3 чорний пішак · e2 чорний король | d8 білий ферзь · c6 білий король · f3 чорний пішак · e2 чорний король | d8 білий ферзь · c6 білий король · f3 чорний пішак · e2 чорний король | d8 білий ферзь · c6 білий король · f3 чорний пішак · e2 чорний король | d8 білий ферзь · c6 білий король · f3 чорний пішак · e2 чорний король | d8 білий ферзь · c6 білий король · f3 чорний пішак · e2 чорний король | d8 білий ферзь · c6 білий король · f3 чорний пішак · e2 чорний король | 2 |
| 1 | d8 білий ферзь · c6 білий король · f3 чорний пішак · e2 чорний король | d8 білий ферзь · c6 білий король · f3 чорний пішак · e2 чорний король | d8 білий ферзь · c6 білий король · f3 чорний пішак · e2 чорний король | d8 білий ферзь · c6 білий король · f3 чорний пішак · e2 чорний король | d8 білий ферзь · c6 білий король · f3 чорний пішак · e2 чорний король | d8 білий ферзь · c6 білий король · f3 чорний пішак · e2 чорний король | d8 білий ферзь · c6 білий король · f3 чорний пішак · e2 чорний король | d8 білий ферзь · c6 білий король · f3 чорний пішак · e2 чорний король | 1 |
|   | a                                                                     | b                                                                     | c                                                                     | d                                                                     | e                                                                     | f                                                                     | g                                                                     | h                                                                     |   |

Приклад 13: 1. … Крd2! 2.Фd8+ Крc1! Нічия
Приклад 14: 1.Фe7+ Крf1! 2.Крd5 f2 Нічия. Король білих міг також знаходитись на d7, e7 або e8.

## Туровий пішак
|   | a | b | c | d | e | f | g | h |   |
| 8 | a6 чорний хрестик · b6 чорний хрестик · c6 чорний хрестик · d6 чорний хрестик · e5 чорний хрестик · f4 чорний хрестик · f3 чорний хрестик · a2 чорний пішак · b2 чорний король · f2 чорний хрестик · f1 чорний хрестик | a6 чорний хрестик · b6 чорний хрестик · c6 чорний хрестик · d6 чорний хрестик · e5 чорний хрестик · f4 чорний хрестик · f3 чорний хрестик · a2 чорний пішак · b2 чорний король · f2 чорний хрестик · f1 чорний хрестик | a6 чорний хрестик · b6 чорний хрестик · c6 чорний хрестик · d6 чорний хрестик · e5 чорний хрестик · f4 чорний хрестик · f3 чорний хрестик · a2 чорний пішак · b2 чорний король · f2 чорний хрестик · f1 чорний хрестик | a6 чорний хрестик · b6 чорний хрестик · c6 чорний хрестик · d6 чорний хрестик · e5 чорний хрестик · f4 чорний хрестик · f3 чорний хрестик · a2 чорний пішак · b2 чорний король · f2 чорний хрестик · f1 чорний хрестик | a6 чорний хрестик · b6 чорний хрестик · c6 чорний хрестик · d6 чорний хрестик · e5 чорний хрестик · f4 чорний хрестик · f3 чорний хрестик · a2 чорний пішак · b2 чорний король · f2 чорний хрестик · f1 чорний хрестик | a6 чорний хрестик · b6 чорний хрестик · c6 чорний хрестик · d6 чорний хрестик · e5 чорний хрестик · f4 чорний хрестик · f3 чорний хрестик · a2 чорний пішак · b2 чорний король · f2 чорний хрестик · f1 чорний хрестик | a6 чорний хрестик · b6 чорний хрестик · c6 чорний хрестик · d6 чорний хрестик · e5 чорний хрестик · f4 чорний хрестик · f3 чорний хрестик · a2 чорний пішак · b2 чорний король · f2 чорний хрестик · f1 чорний хрестик | a6 чорний хрестик · b6 чорний хрестик · c6 чорний хрестик · d6 чорний хрестик · e5 чорний хрестик · f4 чорний хрестик · f3 чорний хрестик · a2 чорний пішак · b2 чорний король · f2 чорний хрестик · f1 чорний хрестик | 8 |
| 7 | a6 чорний хрестик · b6 чорний хрестик · c6 чорний хрестик · d6 чорний хрестик · e5 чорний хрестик · f4 чорний хрестик · f3 чорний хрестик · a2 чорний пішак · b2 чорний король · f2 чорний хрестик · f1 чорний хрестик | a6 чорний хрестик · b6 чорний хрестик · c6 чорний хрестик · d6 чорний хрестик · e5 чорний хрестик · f4 чорний хрестик · f3 чорний хрестик · a2 чорний пішак · b2 чорний король · f2 чорний хрестик · f1 чорний хрестик | a6 чорний хрестик · b6 чорний хрестик · c6 чорний хрестик · d6 чорний хрестик · e5 чорний хрестик · f4 чорний хрестик · f3 чорний хрестик · a2 чорний пішак · b2 чорний король · f2 чорний хрестик · f1 чорний хрестик | a6 чорний хрестик · b6 чорний хрестик · c6 чорний хрестик · d6 чорний хрестик · e5 чорний хрестик · f4 чорний хрестик · f3 чорний хрестик · a2 чорний пішак · b2 чорний король · f2 чорний хрестик · f1 чорний хрестик | a6 чорний хрестик · b6 чорний хрестик · c6 чорний хрестик · d6 чорний хрестик · e5 чорний хрестик · f4 чорний хрестик · f3 чорний хрестик · a2 чорний пішак · b2 чорний король · f2 чорний хрестик · f1 чорний хрестик | a6 чорний хрестик · b6 чорний хрестик · c6 чорний хрестик · d6 чорний хрестик · e5 чорний хрестик · f4 чорний хрестик · f3 чорний хрестик · a2 чорний пішак · b2 чорний король · f2 чорний хрестик · f1 чорний хрестик | a6 чорний хрестик · b6 чорний хрестик · c6 чорний хрестик · d6 чорний хрестик · e5 чорний хрестик · f4 чорний хрестик · f3 чорний хрестик · a2 чорний пішак · b2 чорний король · f2 чорний хрестик · f1 чорний хрестик | a6 чорний хрестик · b6 чорний хрестик · c6 чорний хрестик · d6 чорний хрестик · e5 чорний хрестик · f4 чорний хрестик · f3 чорний хрестик · a2 чорний пішак · b2 чорний король · f2 чорний хрестик · f1 чорний хрестик | 7 |
| 6 | a6 чорний хрестик · b6 чорний хрестик · c6 чорний хрестик · d6 чорний хрестик · e5 чорний хрестик · f4 чорний хрестик · f3 чорний хрестик · a2 чорний пішак · b2 чорний король · f2 чорний хрестик · f1 чорний хрестик | a6 чорний хрестик · b6 чорний хрестик · c6 чорний хрестик · d6 чорний хрестик · e5 чорний хрестик · f4 чорний хрестик · f3 чорний хрестик · a2 чорний пішак · b2 чорний король · f2 чорний хрестик · f1 чорний хрестик | a6 чорний хрестик · b6 чорний хрестик · c6 чорний хрестик · d6 чорний хрестик · e5 чорний хрестик · f4 чорний хрестик · f3 чорний хрестик · a2 чорний пішак · b2 чорний король · f2 чорний хрестик · f1 чорний хрестик | a6 чорний хрестик · b6 чорний хрестик · c6 чорний хрестик · d6 чорний хрестик · e5 чорний хрестик · f4 чорний хрестик · f3 чорний хрестик · a2 чорний пішак · b2 чорний король · f2 чорний хрестик · f1 чорний хрестик | a6 чорний хрестик · b6 чорний хрестик · c6 чорний хрестик · d6 чорний хрестик · e5 чорний хрестик · f4 чорний хрестик · f3 чорний хрестик · a2 чорний пішак · b2 чорний король · f2 чорний хрестик · f1 чорний хрестик | a6 чорний хрестик · b6 чорний хрестик · c6 чорний хрестик · d6 чорний хрестик · e5 чорний хрестик · f4 чорний хрестик · f3 чорний хрестик · a2 чорний пішак · b2 чорний король · f2 чорний хрестик · f1 чорний хрестик | a6 чорний хрестик · b6 чорний хрестик · c6 чорний хрестик · d6 чорний хрестик · e5 чорний хрестик · f4 чорний хрестик · f3 чорний хрестик · a2 чорний пішак · b2 чорний король · f2 чорний хрестик · f1 чорний хрестик | a6 чорний хрестик · b6 чорний хрестик · c6 чорний хрестик · d6 чорний хрестик · e5 чорний хрестик · f4 чорний хрестик · f3 чорний хрестик · a2 чорний пішак · b2 чорний король · f2 чорний хрестик · f1 чорний хрестик | 6 |
| 5 | a6 чорний хрестик · b6 чорний хрестик · c6 чорний хрестик · d6 чорний хрестик · e5 чорний хрестик · f4 чорний хрестик · f3 чорний хрестик · a2 чорний пішак · b2 чорний король · f2 чорний хрестик · f1 чорний хрестик | a6 чорний хрестик · b6 чорний хрестик · c6 чорний хрестик · d6 чорний хрестик · e5 чорний хрестик · f4 чорний хрестик · f3 чорний хрестик · a2 чорний пішак · b2 чорний король · f2 чорний хрестик · f1 чорний хрестик | a6 чорний хрестик · b6 чорний хрестик · c6 чорний хрестик · d6 чорний хрестик · e5 чорний хрестик · f4 чорний хрестик · f3 чорний хрестик · a2 чорний пішак · b2 чорний король · f2 чорний хрестик · f1 чорний хрестик | a6 чорний хрестик · b6 чорний хрестик · c6 чорний хрестик · d6 чорний хрестик · e5 чорний хрестик · f4 чорний хрестик · f3 чорний хрестик · a2 чорний пішак · b2 чорний король · f2 чорний хрестик · f1 чорний хрестик | a6 чорний хрестик · b6 чорний хрестик · c6 чорний хрестик · d6 чорний хрестик · e5 чорний хрестик · f4 чорний хрестик · f3 чорний хрестик · a2 чорний пішак · b2 чорний король · f2 чорний хрестик · f1 чорний хрестик | a6 чорний хрестик · b6 чорний хрестик · c6 чорний хрестик · d6 чорний хрестик · e5 чорний хрестик · f4 чорний хрестик · f3 чорний хрестик · a2 чорний пішак · b2 чорний король · f2 чорний хрестик · f1 чорний хрестик | a6 чорний хрестик · b6 чорний хрестик · c6 чорний хрестик · d6 чорний хрестик · e5 чорний хрестик · f4 чорний хрестик · f3 чорний хрестик · a2 чорний пішак · b2 чорний король · f2 чорний хрестик · f1 чорний хрестик | a6 чорний хрестик · b6 чорний хрестик · c6 чорний хрестик · d6 чорний хрестик · e5 чорний хрестик · f4 чорний хрестик · f3 чорний хрестик · a2 чорний пішак · b2 чорний король · f2 чорний хрестик · f1 чорний хрестик | 5 |
| 4 | a6 чорний хрестик · b6 чорний хрестик · c6 чорний хрестик · d6 чорний хрестик · e5 чорний хрестик · f4 чорний хрестик · f3 чорний хрестик · a2 чорний пішак · b2 чорний король · f2 чорний хрестик · f1 чорний хрестик | a6 чорний хрестик · b6 чорний хрестик · c6 чорний хрестик · d6 чорний хрестик · e5 чорний хрестик · f4 чорний хрестик · f3 чорний хрестик · a2 чорний пішак · b2 чорний король · f2 чорний хрестик · f1 чорний хрестик | a6 чорний хрестик · b6 чорний хрестик · c6 чорний хрестик · d6 чорний хрестик · e5 чорний хрестик · f4 чорний хрестик · f3 чорний хрестик · a2 чорний пішак · b2 чорний король · f2 чорний хрестик · f1 чорний хрестик | a6 чорний хрестик · b6 чорний хрестик · c6 чорний хрестик · d6 чорний хрестик · e5 чорний хрестик · f4 чорний хрестик · f3 чорний хрестик · a2 чорний пішак · b2 чорний король · f2 чорний хрестик · f1 чорний хрестик | a6 чорний хрестик · b6 чорний хрестик · c6 чорний хрестик · d6 чорний хрестик · e5 чорний хрестик · f4 чорний хрестик · f3 чорний хрестик · a2 чорний пішак · b2 чорний король · f2 чорний хрестик · f1 чорний хрестик | a6 чорний хрестик · b6 чорний хрестик · c6 чорний хрестик · d6 чорний хрестик · e5 чорний хрестик · f4 чорний хрестик · f3 чорний хрестик · a2 чорний пішак · b2 чорний король · f2 чорний хрестик · f1 чорний хрестик | a6 чорний хрестик · b6 чорний хрестик · c6 чорний хрестик · d6 чорний хрестик · e5 чорний хрестик · f4 чорний хрестик · f3 чорний хрестик · a2 чорний пішак · b2 чорний король · f2 чорний хрестик · f1 чорний хрестик | a6 чорний хрестик · b6 чорний хрестик · c6 чорний хрестик · d6 чорний хрестик · e5 чорний хрестик · f4 чорний хрестик · f3 чорний хрестик · a2 чорний пішак · b2 чорний король · f2 чорний хрестик · f1 чорний хрестик | 4 |
| 3 | a6 чорний хрестик · b6 чорний хрестик · c6 чорний хрестик · d6 чорний хрестик · e5 чорний хрестик · f4 чорний хрестик · f3 чорний хрестик · a2 чорний пішак · b2 чорний король · f2 чорний хрестик · f1 чорний хрестик | a6 чорний хрестик · b6 чорний хрестик · c6 чорний хрестик · d6 чорний хрестик · e5 чорний хрестик · f4 чорний хрестик · f3 чорний хрестик · a2 чорний пішак · b2 чорний король · f2 чорний хрестик · f1 чорний хрестик | a6 чорний хрестик · b6 чорний хрестик · c6 чорний хрестик · d6 чорний хрестик · e5 чорний хрестик · f4 чорний хрестик · f3 чорний хрестик · a2 чорний пішак · b2 чорний король · f2 чорний хрестик · f1 чорний хрестик | a6 чорний хрестик · b6 чорний хрестик · c6 чорний хрестик · d6 чорний хрестик · e5 чорний хрестик · f4 чорний хрестик · f3 чорний хрестик · a2 чорний пішак · b2 чорний король · f2 чорний хрестик · f1 чорний хрестик | a6 чорний хрестик · b6 чорний хрестик · c6 чорний хрестик · d6 чорний хрестик · e5 чорний хрестик · f4 чорний хрестик · f3 чорний хрестик · a2 чорний пішак · b2 чорний король · f2 чорний хрестик · f1 чорний хрестик | a6 чорний хрестик · b6 чорний хрестик · c6 чорний хрестик · d6 чорний хрестик · e5 чорний хрестик · f4 чорний хрестик · f3 чорний хрестик · a2 чорний пішак · b2 чорний король · f2 чорний хрестик · f1 чорний хрестик | a6 чорний хрестик · b6 чорний хрестик · c6 чорний хрестик · d6 чорний хрестик · e5 чорний хрестик · f4 чорний хрестик · f3 чорний хрестик · a2 чорний пішак · b2 чорний король · f2 чорний хрестик · f1 чорний хрестик | a6 чорний хрестик · b6 чорний хрестик · c6 чорний хрестик · d6 чорний хрестик · e5 чорний хрестик · f4 чорний хрестик · f3 чорний хрестик · a2 чорний пішак · b2 чорний король · f2 чорний хрестик · f1 чорний хрестик | 3 |
| 2 | a6 чорний хрестик · b6 чорний хрестик · c6 чорний хрестик · d6 чорний хрестик · e5 чорний хрестик · f4 чорний хрестик · f3 чорний хрестик · a2 чорний пішак · b2 чорний король · f2 чорний хрестик · f1 чорний хрестик | a6 чорний хрестик · b6 чорний хрестик · c6 чорний хрестик · d6 чорний хрестик · e5 чорний хрестик · f4 чорний хрестик · f3 чорний хрестик · a2 чорний пішак · b2 чорний король · f2 чорний хрестик · f1 чорний хрестик | a6 чорний хрестик · b6 чорний хрестик · c6 чорний хрестик · d6 чорний хрестик · e5 чорний хрестик · f4 чорний хрестик · f3 чорний хрестик · a2 чорний пішак · b2 чорний король · f2 чорний хрестик · f1 чорний хрестик | a6 чорний хрестик · b6 чорний хрестик · c6 чорний хрестик · d6 чорний хрестик · e5 чорний хрестик · f4 чорний хрестик · f3 чорний хрестик · a2 чорний пішак · b2 чорний король · f2 чорний хрестик · f1 чорний хрестик | a6 чорний хрестик · b6 чорний хрестик · c6 чорний хрестик · d6 чорний хрестик · e5 чорний хрестик · f4 чорний хрестик · f3 чорний хрестик · a2 чорний пішак · b2 чорний король · f2 чорний хрестик · f1 чорний хрестик | a6 чорний хрестик · b6 чорний хрестик · c6 чорний хрестик · d6 чорний хрестик · e5 чорний хрестик · f4 чорний хрестик · f3 чорний хрестик · a2 чорний пішак · b2 чорний король · f2 чорний хрестик · f1 чорний хрестик | a6 чорний хрестик · b6 чорний хрестик · c6 чорний хрестик · d6 чорний хрестик · e5 чорний хрестик · f4 чорний хрестик · f3 чорний хрестик · a2 чорний пішак · b2 чорний король · f2 чорний хрестик · f1 чорний хрестик | a6 чорний хрестик · b6 чорний хрестик · c6 чорний хрестик · d6 чорний хрестик · e5 чорний хрестик · f4 чорний хрестик · f3 чорний хрестик · a2 чорний пішак · b2 чорний король · f2 чорний хрестик · f1 чорний хрестик | 2 |
| 1 | a6 чорний хрестик · b6 чорний хрестик · c6 чорний хрестик · d6 чорний хрестик · e5 чорний хрестик · f4 чорний хрестик · f3 чорний хрестик · a2 чорний пішак · b2 чорний король · f2 чорний хрестик · f1 чорний хрестик | a6 чорний хрестик · b6 чорний хрестик · c6 чорний хрестик · d6 чорний хрестик · e5 чорний хрестик · f4 чорний хрестик · f3 чорний хрестик · a2 чорний пішак · b2 чорний король · f2 чорний хрестик · f1 чорний хрестик | a6 чорний хрестик · b6 чорний хрестик · c6 чорний хрестик · d6 чорний хрестик · e5 чорний хрестик · f4 чорний хрестик · f3 чорний хрестик · a2 чорний пішак · b2 чорний король · f2 чорний хрестик · f1 чорний хрестик | a6 чорний хрестик · b6 чорний хрестик · c6 чорний хрестик · d6 чорний хрестик · e5 чорний хрестик · f4 чорний хрестик · f3 чорний хрестик · a2 чорний пішак · b2 чорний король · f2 чорний хрестик · f1 чорний хрестик | a6 чорний хрестик · b6 чорний хрестик · c6 чорний хрестик · d6 чорний хрестик · e5 чорний хрестик · f4 чорний хрестик · f3 чорний хрестик · a2 чорний пішак · b2 чорний король · f2 чорний хрестик · f1 чорний хрестик | a6 чорний хрестик · b6 чорний хрестик · c6 чорний хрестик · d6 чорний хрестик · e5 чорний хрестик · f4 чорний хрестик · f3 чорний хрестик · a2 чорний пішак · b2 чорний король · f2 чорний хрестик · f1 чорний хрестик | a6 чорний хрестик · b6 чорний хрестик · c6 чорний хрестик · d6 чорний хрестик · e5 чорний хрестик · f4 чорний хрестик · f3 чорний хрестик · a2 чорний пішак · b2 чорний король · f2 чорний хрестик · f1 чорний хрестик | a6 чорний хрестик · b6 чорний хрестик · c6 чорний хрестик · d6 чорний хрестик · e5 чорний хрестик · f4 чорний хрестик · f3 чорний хрестик · a2 чорний пішак · b2 чорний король · f2 чорний хрестик · f1 чорний хрестик | 1 |
|   | a | b | c | d | e | f | g | h |   |

Білі виграють лише при перебуванні їхнього короля в окресленій зоні.
|   | a                                                                     | b                                                                     | c                                                                     | d                                                                     | e                                                                     | f                                                                     | g                                                                     | h                                                                     |   |
| 8 | a5 білий ферзь · b5 білий король · a2 чорний пішак · b2 чорний король | a5 білий ферзь · b5 білий король · a2 чорний пішак · b2 чорний король | a5 білий ферзь · b5 білий король · a2 чорний пішак · b2 чорний король | a5 білий ферзь · b5 білий король · a2 чорний пішак · b2 чорний король | a5 білий ферзь · b5 білий король · a2 чорний пішак · b2 чорний король | a5 білий ферзь · b5 білий король · a2 чорний пішак · b2 чорний король | a5 білий ферзь · b5 білий король · a2 чорний пішак · b2 чорний король | a5 білий ферзь · b5 білий король · a2 чорний пішак · b2 чорний король | 8 |
| 7 | a5 білий ферзь · b5 білий король · a2 чорний пішак · b2 чорний король | a5 білий ферзь · b5 білий король · a2 чорний пішак · b2 чорний король | a5 білий ферзь · b5 білий король · a2 чорний пішак · b2 чорний король | a5 білий ферзь · b5 білий король · a2 чорний пішак · b2 чорний король | a5 білий ферзь · b5 білий король · a2 чорний пішак · b2 чорний король | a5 білий ферзь · b5 білий король · a2 чорний пішак · b2 чорний король | a5 білий ферзь · b5 білий король · a2 чорний пішак · b2 чорний король | a5 білий ферзь · b5 білий король · a2 чорний пішак · b2 чорний король | 7 |
| 6 | a5 білий ферзь · b5 білий король · a2 чорний пішак · b2 чорний король | a5 білий ферзь · b5 білий король · a2 чорний пішак · b2 чорний король | a5 білий ферзь · b5 білий король · a2 чорний пішак · b2 чорний король | a5 білий ферзь · b5 білий король · a2 чорний пішак · b2 чорний король | a5 білий ферзь · b5 білий король · a2 чорний пішак · b2 чорний король | a5 білий ферзь · b5 білий король · a2 чорний пішак · b2 чорний король | a5 білий ферзь · b5 білий король · a2 чорний пішак · b2 чорний король | a5 білий ферзь · b5 білий король · a2 чорний пішак · b2 чорний король | 6 |
| 5 | a5 білий ферзь · b5 білий король · a2 чорний пішак · b2 чорний король | a5 білий ферзь · b5 білий король · a2 чорний пішак · b2 чорний король | a5 білий ферзь · b5 білий король · a2 чорний пішак · b2 чорний король | a5 білий ферзь · b5 білий король · a2 чорний пішак · b2 чорний король | a5 білий ферзь · b5 білий король · a2 чорний пішак · b2 чорний король | a5 білий ферзь · b5 білий король · a2 чорний пішак · b2 чорний король | a5 білий ферзь · b5 білий король · a2 чорний пішак · b2 чорний король | a5 білий ферзь · b5 білий король · a2 чорний пішак · b2 чорний король | 5 |
| 4 | a5 білий ферзь · b5 білий король · a2 чорний пішак · b2 чорний король | a5 білий ферзь · b5 білий король · a2 чорний пішак · b2 чорний король | a5 білий ферзь · b5 білий король · a2 чорний пішак · b2 чорний король | a5 білий ферзь · b5 білий король · a2 чорний пішак · b2 чорний король | a5 білий ферзь · b5 білий король · a2 чорний пішак · b2 чорний король | a5 білий ферзь · b5 білий король · a2 чорний пішак · b2 чорний король | a5 білий ферзь · b5 білий король · a2 чорний пішак · b2 чорний король | a5 білий ферзь · b5 білий король · a2 чорний пішак · b2 чорний король | 4 |
| 3 | a5 білий ферзь · b5 білий король · a2 чорний пішак · b2 чорний король | a5 білий ферзь · b5 білий король · a2 чорний пішак · b2 чорний король | a5 білий ферзь · b5 білий король · a2 чорний пішак · b2 чорний король | a5 білий ферзь · b5 білий король · a2 чорний пішак · b2 чорний король | a5 білий ферзь · b5 білий король · a2 чорний пішак · b2 чорний король | a5 білий ферзь · b5 білий король · a2 чорний пішак · b2 чорний король | a5 білий ферзь · b5 білий король · a2 чорний пішак · b2 чорний король | a5 білий ферзь · b5 білий король · a2 чорний пішак · b2 чорний король | 3 |
| 2 | a5 білий ферзь · b5 білий король · a2 чорний пішак · b2 чорний король | a5 білий ферзь · b5 білий король · a2 чорний пішак · b2 чорний король | a5 білий ферзь · b5 білий король · a2 чорний пішак · b2 чорний король | a5 білий ферзь · b5 білий король · a2 чорний пішак · b2 чорний король | a5 білий ферзь · b5 білий король · a2 чорний пішак · b2 чорний король | a5 білий ферзь · b5 білий король · a2 чорний пішак · b2 чорний король | a5 білий ферзь · b5 білий король · a2 чорний пішак · b2 чорний король | a5 білий ферзь · b5 білий король · a2 чорний пішак · b2 чорний король | 2 |
| 1 | a5 білий ферзь · b5 білий король · a2 чорний пішак · b2 чорний король | a5 білий ферзь · b5 білий король · a2 чорний пішак · b2 чорний король | a5 білий ферзь · b5 білий король · a2 чорний пішак · b2 чорний король | a5 білий ферзь · b5 білий король · a2 чорний пішак · b2 чорний король | a5 білий ферзь · b5 білий король · a2 чорний пішак · b2 чорний король | a5 білий ферзь · b5 білий король · a2 чорний пішак · b2 чорний король | a5 білий ферзь · b5 білий король · a2 чорний пішак · b2 чорний король | a5 білий ферзь · b5 білий король · a2 чорний пішак · b2 чорний король | 1 |
|   | a                                                                     | b                                                                     | c                                                                     | d                                                                     | e                                                                     | f                                                                     | g                                                                     | h                                                                     |   |

|   | a                                                                     | b                                                                     | c                                                                     | d                                                                     | e                                                                     | f                                                                     | g                                                                     | h                                                                     |   |
| 8 | a5 білий ферзь · e4 білий король · a2 чорний пішак · b2 чорний король | a5 білий ферзь · e4 білий король · a2 чорний пішак · b2 чорний король | a5 білий ферзь · e4 білий король · a2 чорний пішак · b2 чорний король | a5 білий ферзь · e4 білий король · a2 чорний пішак · b2 чорний король | a5 білий ферзь · e4 білий король · a2 чорний пішак · b2 чорний король | a5 білий ферзь · e4 білий король · a2 чорний пішак · b2 чорний король | a5 білий ферзь · e4 білий король · a2 чорний пішак · b2 чорний король | a5 білий ферзь · e4 білий король · a2 чорний пішак · b2 чорний король | 8 |
| 7 | a5 білий ферзь · e4 білий король · a2 чорний пішак · b2 чорний король | a5 білий ферзь · e4 білий король · a2 чорний пішак · b2 чорний король | a5 білий ферзь · e4 білий король · a2 чорний пішак · b2 чорний король | a5 білий ферзь · e4 білий король · a2 чорний пішак · b2 чорний король | a5 білий ферзь · e4 білий король · a2 чорний пішак · b2 чорний король | a5 білий ферзь · e4 білий король · a2 чорний пішак · b2 чорний король | a5 білий ферзь · e4 білий король · a2 чорний пішак · b2 чорний король | a5 білий ферзь · e4 білий король · a2 чорний пішак · b2 чорний король | 7 |
| 6 | a5 білий ферзь · e4 білий король · a2 чорний пішак · b2 чорний король | a5 білий ферзь · e4 білий король · a2 чорний пішак · b2 чорний король | a5 білий ферзь · e4 білий король · a2 чорний пішак · b2 чорний король | a5 білий ферзь · e4 білий король · a2 чорний пішак · b2 чорний король | a5 білий ферзь · e4 білий король · a2 чорний пішак · b2 чорний король | a5 білий ферзь · e4 білий король · a2 чорний пішак · b2 чорний король | a5 білий ферзь · e4 білий король · a2 чорний пішак · b2 чорний король | a5 білий ферзь · e4 білий король · a2 чорний пішак · b2 чорний король | 6 |
| 5 | a5 білий ферзь · e4 білий король · a2 чорний пішак · b2 чорний король | a5 білий ферзь · e4 білий король · a2 чорний пішак · b2 чорний король | a5 білий ферзь · e4 білий король · a2 чорний пішак · b2 чорний король | a5 білий ферзь · e4 білий король · a2 чорний пішак · b2 чорний король | a5 білий ферзь · e4 білий король · a2 чорний пішак · b2 чорний король | a5 білий ферзь · e4 білий король · a2 чорний пішак · b2 чорний король | a5 білий ферзь · e4 білий король · a2 чорний пішак · b2 чорний король | a5 білий ферзь · e4 білий король · a2 чорний пішак · b2 чорний король | 5 |
| 4 | a5 білий ферзь · e4 білий король · a2 чорний пішак · b2 чорний король | a5 білий ферзь · e4 білий король · a2 чорний пішак · b2 чорний король | a5 білий ферзь · e4 білий король · a2 чорний пішак · b2 чорний король | a5 білий ферзь · e4 білий король · a2 чорний пішак · b2 чорний король | a5 білий ферзь · e4 білий король · a2 чорний пішак · b2 чорний король | a5 білий ферзь · e4 білий король · a2 чорний пішак · b2 чорний король | a5 білий ферзь · e4 білий король · a2 чорний пішак · b2 чорний король | a5 білий ферзь · e4 білий король · a2 чорний пішак · b2 чорний король | 4 |
| 3 | a5 білий ферзь · e4 білий король · a2 чорний пішак · b2 чорний король | a5 білий ферзь · e4 білий король · a2 чорний пішак · b2 чорний король | a5 білий ферзь · e4 білий король · a2 чорний пішак · b2 чорний король | a5 білий ферзь · e4 білий король · a2 чорний пішак · b2 чорний король | a5 білий ферзь · e4 білий король · a2 чорний пішак · b2 чорний король | a5 білий ферзь · e4 білий король · a2 чорний пішак · b2 чорний король | a5 білий ферзь · e4 білий король · a2 чорний пішак · b2 чорний король | a5 білий ферзь · e4 білий король · a2 чорний пішак · b2 чорний король | 3 |
| 2 | a5 білий ферзь · e4 білий король · a2 чорний пішак · b2 чорний король | a5 білий ферзь · e4 білий король · a2 чорний пішак · b2 чорний король | a5 білий ферзь · e4 білий король · a2 чорний пішак · b2 чорний король | a5 білий ферзь · e4 білий король · a2 чорний пішак · b2 чорний король | a5 білий ферзь · e4 білий король · a2 чорний пішак · b2 чорний король | a5 білий ферзь · e4 білий король · a2 чорний пішак · b2 чорний король | a5 білий ферзь · e4 білий король · a2 чорний пішак · b2 чорний король | a5 білий ферзь · e4 білий король · a2 чорний пішак · b2 чорний король | 2 |
| 1 | a5 білий ферзь · e4 білий король · a2 чорний пішак · b2 чорний король | a5 білий ферзь · e4 білий король · a2 чорний пішак · b2 чорний король | a5 білий ферзь · e4 білий король · a2 чорний пішак · b2 чорний король | a5 білий ферзь · e4 білий король · a2 чорний пішак · b2 чорний король | a5 білий ферзь · e4 білий король · a2 чорний пішак · b2 чорний король | a5 білий ферзь · e4 білий король · a2 чорний пішак · b2 чорний король | a5 білий ферзь · e4 білий король · a2 чорний пішак · b2 чорний король | a5 білий ферзь · e4 білий король · a2 чорний пішак · b2 чорний король | 1 |
|   | a                                                                     | b                                                                     | c                                                                     | d                                                                     | e                                                                     | f                                                                     | g                                                                     | h                                                                     |   |

Приклад 15: 1.Фd2+ Крb1 2.Крb4 a1Ф 3.Крb3 і у чорних відсутній захист від мату.
Приклад 16: 1.Крd3! а1Ф 2.Фb4+ Крa2 (2. … Крc1 3.Фd2+ Крb1 4.Фc2#) 3.Крc2 з неминучим матом.
|   | a                                                                     | b                                                                     | c                                                                     | d                                                                     | e                                                                     | f                                                                     | g                                                                     | h                                                                     |   |
| 8 | c8 білий король · a5 білий ферзь · a2 чорний пішак · b2 чорний король | c8 білий король · a5 білий ферзь · a2 чорний пішак · b2 чорний король | c8 білий король · a5 білий ферзь · a2 чорний пішак · b2 чорний король | c8 білий король · a5 білий ферзь · a2 чорний пішак · b2 чорний король | c8 білий король · a5 білий ферзь · a2 чорний пішак · b2 чорний король | c8 білий король · a5 білий ферзь · a2 чорний пішак · b2 чорний король | c8 білий король · a5 білий ферзь · a2 чорний пішак · b2 чорний король | c8 білий король · a5 білий ферзь · a2 чорний пішак · b2 чорний король | 8 |
| 7 | c8 білий король · a5 білий ферзь · a2 чорний пішак · b2 чорний король | c8 білий король · a5 білий ферзь · a2 чорний пішак · b2 чорний король | c8 білий король · a5 білий ферзь · a2 чорний пішак · b2 чорний король | c8 білий король · a5 білий ферзь · a2 чорний пішак · b2 чорний король | c8 білий король · a5 білий ферзь · a2 чорний пішак · b2 чорний король | c8 білий король · a5 білий ферзь · a2 чорний пішак · b2 чорний король | c8 білий король · a5 білий ферзь · a2 чорний пішак · b2 чорний король | c8 білий король · a5 білий ферзь · a2 чорний пішак · b2 чорний король | 7 |
| 6 | c8 білий король · a5 білий ферзь · a2 чорний пішак · b2 чорний король | c8 білий король · a5 білий ферзь · a2 чорний пішак · b2 чорний король | c8 білий король · a5 білий ферзь · a2 чорний пішак · b2 чорний король | c8 білий король · a5 білий ферзь · a2 чорний пішак · b2 чорний король | c8 білий король · a5 білий ферзь · a2 чорний пішак · b2 чорний король | c8 білий король · a5 білий ферзь · a2 чорний пішак · b2 чорний король | c8 білий король · a5 білий ферзь · a2 чорний пішак · b2 чорний король | c8 білий король · a5 білий ферзь · a2 чорний пішак · b2 чорний король | 6 |
| 5 | c8 білий король · a5 білий ферзь · a2 чорний пішак · b2 чорний король | c8 білий король · a5 білий ферзь · a2 чорний пішак · b2 чорний король | c8 білий король · a5 білий ферзь · a2 чорний пішак · b2 чорний король | c8 білий король · a5 білий ферзь · a2 чорний пішак · b2 чорний король | c8 білий король · a5 білий ферзь · a2 чорний пішак · b2 чорний король | c8 білий король · a5 білий ферзь · a2 чорний пішак · b2 чорний король | c8 білий король · a5 білий ферзь · a2 чорний пішак · b2 чорний король | c8 білий король · a5 білий ферзь · a2 чорний пішак · b2 чорний король | 5 |
| 4 | c8 білий король · a5 білий ферзь · a2 чорний пішак · b2 чорний король | c8 білий король · a5 білий ферзь · a2 чорний пішак · b2 чорний король | c8 білий король · a5 білий ферзь · a2 чорний пішак · b2 чорний король | c8 білий король · a5 білий ферзь · a2 чорний пішак · b2 чорний король | c8 білий король · a5 білий ферзь · a2 чорний пішак · b2 чорний король | c8 білий король · a5 білий ферзь · a2 чорний пішак · b2 чорний король | c8 білий король · a5 білий ферзь · a2 чорний пішак · b2 чорний король | c8 білий король · a5 білий ферзь · a2 чорний пішак · b2 чорний король | 4 |
| 3 | c8 білий король · a5 білий ферзь · a2 чорний пішак · b2 чорний король | c8 білий король · a5 білий ферзь · a2 чорний пішак · b2 чорний король | c8 білий король · a5 білий ферзь · a2 чорний пішак · b2 чорний король | c8 білий король · a5 білий ферзь · a2 чорний пішак · b2 чорний король | c8 білий король · a5 білий ферзь · a2 чорний пішак · b2 чорний король | c8 білий король · a5 білий ферзь · a2 чорний пішак · b2 чорний король | c8 білий король · a5 білий ферзь · a2 чорний пішак · b2 чорний король | c8 білий король · a5 білий ферзь · a2 чорний пішак · b2 чорний король | 3 |
| 2 | c8 білий король · a5 білий ферзь · a2 чорний пішак · b2 чорний король | c8 білий король · a5 білий ферзь · a2 чорний пішак · b2 чорний король | c8 білий король · a5 білий ферзь · a2 чорний пішак · b2 чорний король | c8 білий король · a5 білий ферзь · a2 чорний пішак · b2 чорний король | c8 білий король · a5 білий ферзь · a2 чорний пішак · b2 чорний король | c8 білий король · a5 білий ферзь · a2 чорний пішак · b2 чорний король | c8 білий король · a5 білий ферзь · a2 чорний пішак · b2 чорний король | c8 білий король · a5 білий ферзь · a2 чорний пішак · b2 чорний король | 2 |
| 1 | c8 білий король · a5 білий ферзь · a2 чорний пішак · b2 чорний король | c8 білий король · a5 білий ферзь · a2 чорний пішак · b2 чорний король | c8 білий король · a5 білий ферзь · a2 чорний пішак · b2 чорний король | c8 білий король · a5 білий ферзь · a2 чорний пішак · b2 чорний король | c8 білий король · a5 білий ферзь · a2 чорний пішак · b2 чорний король | c8 білий король · a5 білий ферзь · a2 чорний пішак · b2 чорний король | c8 білий король · a5 білий ферзь · a2 чорний пішак · b2 чорний король | c8 білий король · a5 білий ферзь · a2 чорний пішак · b2 чорний король | 1 |
|   | a                                                                     | b                                                                     | c                                                                     | d                                                                     | e                                                                     | f                                                                     | g                                                                     | h                                                                     |   |

При розташуванні білого короля поза окресленою зоною, наприклад, на c8, чорні рятуються.

Приклад 17: 1.Фb4+ Крc1 2.Фa3+ Крb1 3.Фb3+ Крa1 і нічия, через те, що білі не можуть наблизити свого короля через загрозу пата.